# Baja California
Baja California, oficialmente Estado Libre y Soberano de Baja California, es uno de los treinta y un estados que, junto con la Ciudad de México, conforman México. Su capital es Mexicali y su ciudad más poblada es Tijuana, cabecera del municipio homónimo, el más poblado del país. Se encuentra dividido en siete municipios.
Se ubica en la parte norte de la península de Baja California en la región noroeste del país. Limita al norte con el estado de California, al este con los estados de Arizona y Sonora y con el golfo de California, al sur con el estado de Baja California Sur y al oeste con el océano Pacífico. Con 71 450 km² representa el 3.6 % del territorio nacional, siendo la duodécima entidad federativa más grande del país.
Su población según el censo de 2020 es de 3 769 020 habitantes que representa el 3 % de la población mexicana, siendo la decimocuarta entidad más poblada del país, cercana al puesto medio de puesto diecisiete. También es la décima cuarta entidad menos densamente poblada, también cercana al puesto medio.
Su Índice de Desarrollo Humano (IDH) es uno de los más altos de México, el cuarto a nivel nacional, calificado como muy alto. Además es la duodécima entidad por producto interno bruto (PIB) y decimotercera en competitividad según datos del IMCO. Debido a su posición geográfica —colindante con Estados Unidos— permite un área de conexión comercial y cultural. También es uno de los estados más visitados del país. El valle de Guadalupe (Ensenada) es el mayor productor de vinos en México, reconocido a nivel internacional.[cita requerida]
En 1931 el Territorio de Baja California —que había sido constituido desde 1824— se dividió y se formó el Territorio Norte de Baja California. Dicho territorio federal fue elevado de rango a estado libre y soberano el 16 de enero de 1952.

## Toponimia
El nombre California ya existía antes del descubrimiento de América o primera exploración de los europeos en tierras como nombre de un país ficticio y paradisíaco. Es dudosa la relación de tal apelación con el similar "Califerne", nombre de una reina no cristiana de la Canción de Roldán, cuya etimología es diferente (del francés "calife"). En la novela de caballería Las sergas de Esplandián, publicada en 1510 en Sevilla (España), se cita por vez primera el nombre tal y como lo conocemos en la actualidad, quizá proveniente de "Cálida fornax" u ‘horno caliente’ más el sufijo de país -ia.

"Sabed que a la diestra mano de las Indias existe una isla llamada California muy cerca de un costado del paraíso Terrenal; y estaba poblada por mujeres negras, sin que existiera allí un hombre, pues vivían a la manera de las amazonas. Eran de bellos y robustos cuerpos, fogoso valor y gran fuerza. Su isla era la más fuerte de todo el mundo, con sus escarpados farallones y sus pétreas costas. Sus armas eran todas de oro y del mismo metal ponies mágicos eran los arneses de las bestias salvajes que ellas acostumbraban domar para montarlas, porque en toda la isla no había otro metal que el oro".

Sin embargo, según Fernando Jordán en su libro "El otro México" dice:

Cristóbal Colón, que al descubrir el continente [...]
Desde entonces, esa desconocida e inabordable isla de las amazonas habría de llamarse California. El nombre, por lo demás, no era nuevo; Montalvo lo encontró y lo tomó al leer La Canción de Rolando. "Muerto está mi sobrino que conquistó tantas tierras,y ahora los sajones se rebelaron contra mi,y los húngaros, y los búlgaros y tantos otros, los romanos, los de pulla y los de palermo y los de África y los de California."

## Historia

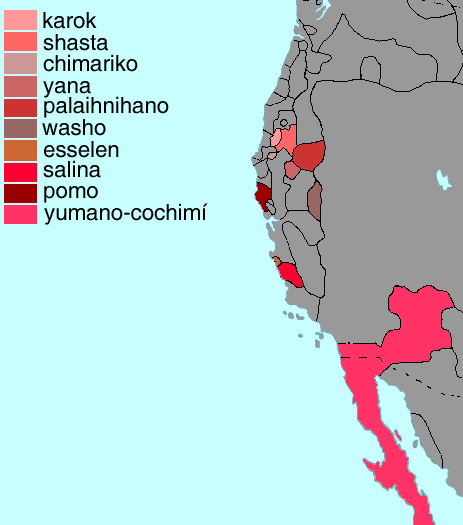
Mapa de familias lingüísticas demostradas de California, en tonos rojos las familias que se han propuesto formaría parte de la macrofamilia hokana, presumiblemente los primeros grupos que ocuparon California y Baja California.

En una remota antigüedad calculada en catorce mil años llegaron a la península por la ruta de las costas del Océano Pacífico los primeros grupos humanos nómadas, de economía de subsistencia. Las lenguas yumano-cochimíes constituyen una familia lingüística de lenguas amerindias hablados en California y Arizona, Estados Unidos; y la península de Baja California y el noroeste de Sonora en México. Fue incluida entre las lenguas hokanas por Voegelin y Haas, y como hoka-sioux, según Edward Sapir.
Existían tres grupos tribales perfectamente definidos en la época prehispánica; los pericúes, guaycuras y cochimíes. Los pericúes habitaban la parte sur de la península y se extendían hacia el norte, desde Cabo San Lucas hasta la parte media de la península. Los guaycuras habitaban la parte media y los cochimíes en el extremo norte.
Paralelamente a los cochimíes se anota la existencia de otros grupos nómadas tales como; los kumiai (k'miai), una de las familias indígenas que junto con los cucapá, paipái, kiliwa, cahilla y akula poblaron el norte de la península de Baja California, todos pertenecientes al tronco yumano.
Baja California fue poblada originalmente por los kumiai (k'miai), una de las familias indígenas que junto con los cucapá, pai pai, kiliwa, cahilla y akula poblaron el norte de la península de Baja California.

### Las primeras exploraciones españolas

#### La primera expedición en tierras del estado de Baja California

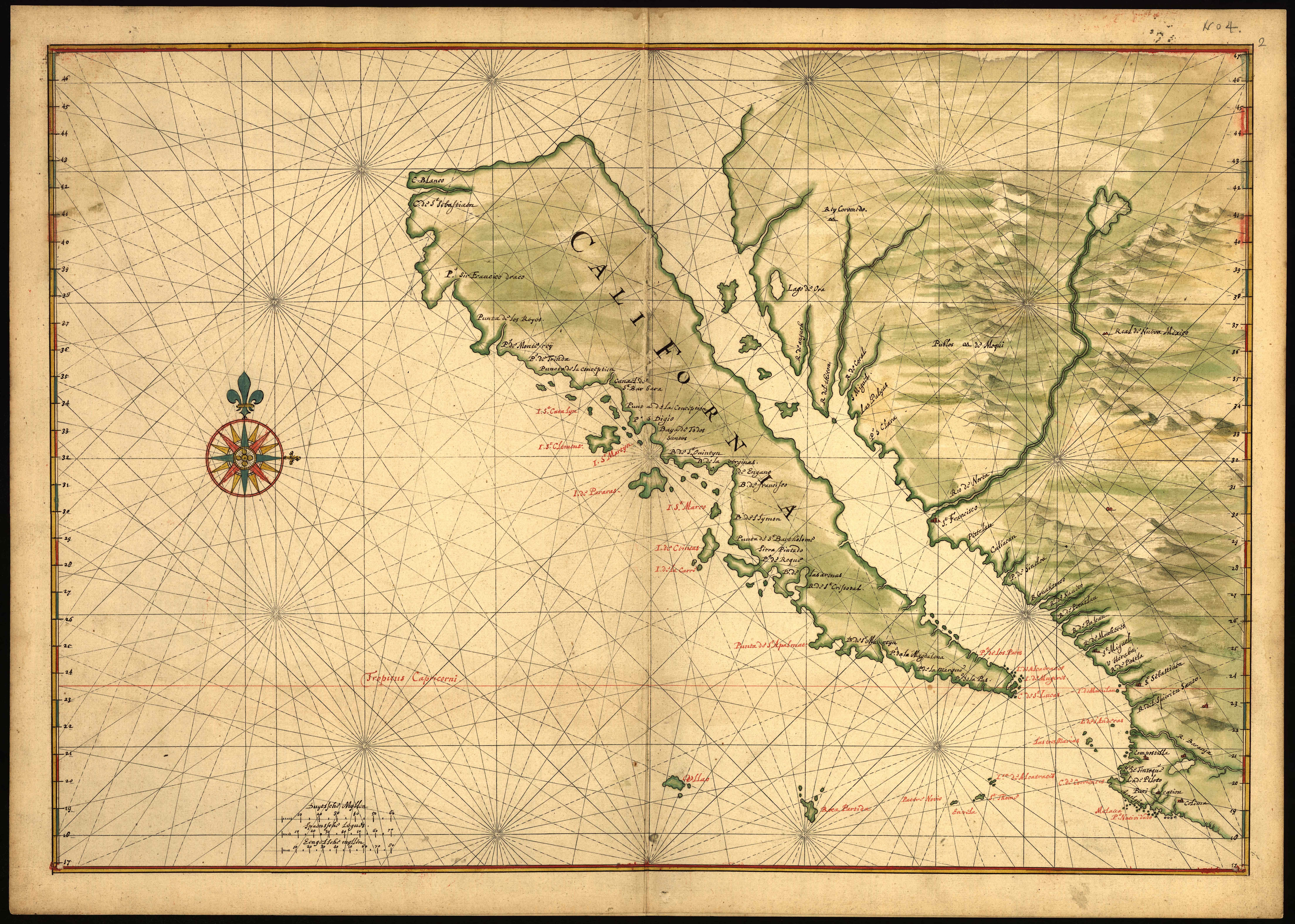
Baja California se muestra como una isla en este mapa de 1650

Se considera actualmente a Hernán Cortés como el conquistador de la península, aunque el primer europeo que desembarcó en lo que hoy es la península de Baja California fue el piloto y navegante español Fortún Jiménez quien al mando del navío Concepción, cuyo patrón era Hernán Cortés, avistó y visitó en el año 1534 la península, de la cual pensó era una isla.
El primer europeo que puso pie dentro de lo que hoy es el estado de Baja California fue el navegante Francisco de Ulloa, que recorrió ambos litorales de la península de Baja California entre 1539 y 1540, así como la costa del hoy estado de Sonora.
Hernán Cortés, que ya había patrocinado tres viajes de exploración en el Mar del Sur (Océano Pacífico) y los cuales habían terminado en fracasos, decidió enviar un cuarto viaje de exploración al Mar del Sur al mando de Francisco de Ulloa en 1539. Partió la expedición del puerto de Acapulco el día 8 de julio del año citado a bordo de los buques Santo Tomás, Santa Águeda y Trinidad, a la altura de las Islas Marías se vieron obligados a abandonar el navío Santo Tomás, por lo cual continuaron el viaje de exploración en los dos buques restantes.
Ingresaron al Golfo de California y visitaron en el viaje de ida y de regreso la abandonada población de la Santa Cruz, conocida actualmente como La Paz, llegaron al extremo norte del Golfo de California el 28 de septiembre, a lo que se conoce actualmente como desembocadura del Río Colorado y llamaron a la boca del río "Ancón de San Andrés", una breve acta fue levantada cuyo texto se transcribe:

Yo Pedro de Palencia, escribano público de esta armada, doy fe y verdadero testimonio a todos los señores que la presente vieren, a quienes Dios nuestro señor guarde de mal, como en veintiocho días del mes de septiembre de quinientos treinta y nueve años, el muy magnificó señor Francisco de Ulloa, teniente de gobernador y capitán de esta armada por el ilustrísimo señor Marqués del Valle de Guajaca, tomó posesión en el ancón de San Andrés y mar bermeja, que es en la costa desta Nueva España hacia el Norte, que está en altura de treinta y tres grados y medio, por el dicho Sr. Marqués del Valle en nombre del Emperador nuestro rey de Castilla, actual y realmente, poniendo mano a la espada, diciendo que si había alguna persona que se lo contradijese, que él estaba presto para se lo defender, cortando con ella árboles, arrancando hierbas, meneando piedras de una parte a otra, y sacando agua de la mar; todo en señal de posesión.

Testigos que fueron presentes a lo que dicho es los reverendos padres del señor San Francisco, el padre Fray Raymundo, el padre fray Antonio de Mena, Francisco de Terrazas, veedor Diego de Haro, Gabriel Márquez. Fecho día mes y año susodicho. Y yo Pedro de Palencia, escribano público de esta armada, le escribí según ante mi pasó; por ende fijé aquí este signo mío, que es tal, en testimonio de verdad.
Pedro de Palencia, escribano público. Frater Ramundus Alilius, Frater Antonius de Mena, -Gabriel Márquez. -Diego de Haro. -Francisco de Terrazas.

Después de haber desembarcado y tomado posesión de las tierras del extremo Norte del Mar Bermeja (Golfo de California), nombre que le dieron por la coloración rojiza de las aguas que se teñían con las aguas procedentes del Río Colorado, iniciaron el regreso al poblado de la Santa Cruz, doblaron el Cabo San Lucas e ingresaron en el Océano Pacífico, por la actual Bahía Magdalena pasó el día 5 de diciembre sin haber ingresado por estar herido Ulloa, a causa de una escaramuza que sostuvo con los nativos. Con fecha de 5 de abril de 1540 dirigió a Cortés desde la Isla de Cedros una relación de los sucesos de la exploración en uno de los dos barcos, en el otro continuó con la exploración, nunca más se supo de Francisco de Ulloa y de sus compañeros de navegación.

#### La expedición de Juan Rodríguez Cabrillo
El 24 de junio de 1542 en tres buques parte la expedición del puerto de Navidad Colima, México, acompañaban a Juan Rodríguez Cabrillo, marineros, soldados, indios, un sacerdote, alimentos para dos años, animales en pie y mercancías. Cabrillo comanda la pequeña flota a bordo del San Salvador buque insignia que él mismo construyó.
Después de zarpar recorre la costa de Colima y enfila hacia la península de Baja California la cual tuvo a la vista el 3 de julio, arribó a San José del Cabo, Baja California Sur y ahí se proveyó de agua, el día 13 del mismo mes descubre la Bahía de Magdalena a la que nombra como tal, el día 5 de agosto ingresan a aguas del hoy estado de Baja California y re-descubren la Isla de Cedros en la cual permanecen hasta el día 10 del mismo mes, prosiguen su viaje costeando la península de Baja California y levantando mapas, el martes 22 de agosto de 1542 entraron a la Bahía de San Quintín a la que bautizó con el nombre de “Puerto de la Posesión”, debido a que fue ahí donde realizaron su primera toma de posesión en nombre de la Corona española.
Rodríguez Cabrillo había sido enviado por el primer virrey de la Nueva España, don Antonio de Mendoza, para cartografiar el litoral del Pacífico norte de la poco conocida California. Rodríguez Cabrillo tuvo problemas: una de las naves hacía agua y en tales circunstancias encabezó el primer encuentro entre hispanos y naturales de la tierra, muy posiblemente kiliwas (aunque esto puede ser erróneo dado la alta movilidad social del mundo prehispánico en estas tierras). Rodríguez y su tripulación debían reparar la falla del barco y en estas apremiantes circunstancias su prioridad era encontrar madera e iniciar la reparación que duraría 5 días: Hasta el domingo siguiente. los nativos se reportaron con datos muy interesantes. La expedición recargó sus reservas de agua dulce, (seguramente sus hombres cazaron en los humedales). Rodríguez hondeaba los colores de España y fue en San Quintín donde hispanos pisaron la tierra de lo que ahora es Baja California por primera vez. El día 17 de septiembre llegan al hoy puerto de Ensenada  al que nombran San Mateo. De ahí Cabrillo siguió navegando hacia el norte hasta entrar en aguas del hoy estado de California, en donde murió.

### La época de las misiones
Luego de la conquista española sobre el Imperio Azteca y la zona mesoamericana, transcurrió poco más de un siglo intentando hacer lo propio en la península, hasta 1683 que fundaron los jesuitas la Misión de San Bruno al sur. La historia de las misiones bajacalifornianas puede dividirse en tres periodos,determinados por la presencia de otras tantas agrupaciones religiosas que, en mayor o menor grado, impusieron su sello propio a la organización y la vida misionales: Jesuitas, Dominicos y Franciscanos.  Primero fueron los jesuitas (1697-1768) los que tomaron a su cargo las tareas de evangelización de los pueblos californios. En lo que ahora es Baja California fundaron las misiones de Santa Gertrudis y San Borja. Luego, tras el extrañamiento de la Compañía, las misiones fueron encomendadas a los padres franciscanos del Colegio de San Fernando de México (1768-1772).

### SigloXIX
El 2 de marzo de 1804, el alférez José Manuel Ruiz le pidió al gobernador Joaquín de Arrillaga un terreno cerca de la bahía de Ensenada de Todos los Santos. El terreno amparaba dos sitios de ganado mayor, equivalentes a unas 3510 hectáreas, que limitaban al oeste con el litoral del Pacífico, al este hasta la serranía, al sur con lo que hoy es Maneadero y al norte con el Arroyo del Carmen, lo que actualmente es la ciudad de Ensenada.
Con la proclamación de la constitución de 1824 se instaló el territorio de Baja California, conformado por los actuales estados de Baja California y Baja California Sur. En 1829, casi al finalizar la época misional y 9 años después de consolidada la Independencia, José María Echendía, gobernador de las Californias, concedió a Santiago Argüello Moraga, una superficie de seis sitios de ganado mayor, equivalente a 10 000 hectáreas, que sería llamado "Rancho Tía Juana". La misión fue secularizada por el gobierno mexicano en 1834, y la mayoría de las tierras de la misión fueron otorgadas a exsoldados. Más allá de la ciudad de San Diego, se formaron ranchos que sirvieron para aumentar la economía local. Algunos de los que ocupaban parte de lo que ahora es Tijuana son el Rancho San Antonio, Rancho Cerro Colorado, Rancho Cuero de Venados y Rancho San Isidro.
En 1846, con motivo de la guerra México - Estados Unidos, inicia la Marina de guerra de Estados Unidos la invasión de Las Californias. La lucha que se desató, obligó a México a negociar la forma de concluir la catástrofe; la disyuntiva era aceptar la paz o continuar la guerra. Una vez firmado el armisticio, la atención se centró en fijar los nuevos límites. México, tras consultar al Congreso y a los gobiernos de la República, se vio obligado a firmar el Tratado de Guadalupe-Hidalgo el 2 de febrero de 1848, perdiendo más de la mitad de su territorio, incluidos Alta California, Arizona, Nuevo México y Texas. El 12 de abril de 1849, el Congreso divide al territorio de Baja California en dos partidos, denominados Norte y Sur. Un año más tarde se establecía que su representación política sería por parte de un diputado y un jefe político.
La región sufrió una invasión el 29 de noviembre de 1853 por William Walker y acompañantes quienes querían formar una República independiente de México con el nombre de Sonora-Baja California, pero el heroico Antonio Meléndrez y los rancheros ensenadenses lograron expulsarlos hasta la línea fronteriza. El 2 de diciembre de 1855 se constituye que el Partido Norte del Territorio de Baja California es comprendido por un solo municipio: Santo Tomás de la Frontera.
A principio de 1873 se descubrió oro en el sitio denominado Japa, 50 kilómetros al este de Real del Castillo. Ello provocó un desplazamiento de varios de sus habitantes hacia dicho punto y de personas de origen mexicano procedentes de la Alta California. Buscadores de oro norteamericanos cruzaron y los pocos pobladores de Baja California migraron al naciente lugar. Para agosto, el lugar tenía más de 400 gambusinos buscando el preciado material. Gracias a eso, comerciantes del puerto de San Diego abrieron sus tiendas en el poblado y corrían líneas de diligencia entre la bahía de San Diego y las minas. El lugar contaba con más de 1500 habitantes para 1875. Con el tiempo, Ensenada se convirtió en la vía de entrada de mercancías y provisiones de San Diego y San Francisco, con destino a los centros mineros. Sin embargo, tres años después las minas decayeron y la fama de Real del Castillo fue declinando.
El 15 de mayo de 1882 se dice la fecha oficial de la fundación de Ensenada, por decreto del Presidente Don Porfirio Díaz declara que la cabecera del partido norte de Baja California pasa del Real del Castillo a Ensenada de Todos Santos. Ante el creciente auge del Territorio de la Baja California, por decreto presidencial del general Díaz, de 14 de diciembre de 1887, la península se dividió en dos distritos: Sur y Norte, y Ensenada fue designada cabecera de este último.
Al norte, el 11 de julio de 1889 se firmó el convenio que concluyó el litigio, que sobre los terrenos del Rancho Tía Juana sostuvieron por largo tiempo los herederos de don Santiago Argüello. A dicho convenio se le anexó un plano de fecha 15 de junio del mismo año, con el nombre de Mapa del pueblo Zaragoza proyectado para localizarse en terrenos del rancho de Tijuana. Sin embargo, el 10 de febrero de 1891, el área donde se asentaba en un principio el pueblo quedó totalmente devastada debido a las aguas torrenciales de las lluvias que cayeron durante cinco días, por lo que su ubicación se movió al sureste, retirados del lecho del río. El 5 de junio de ese mismo año, el Congreso decreta los límites oficiales del territorio norte, partiendo del Paralelo 28 al sur, hasta la frontera con Estados Unidos al norte, y el Río Colorado, al este.

Mapa del territorio de Baja California en el México de 1824.

### SigloXX
En 1911 durante los eventos de la Revolución Mexicana la jefatura política y militar se ubicaban en Ensenada que también era la ciudad más poblada del Distrito Norte con 2000 habitantes, por lo que todas las decisiones políticas del territorio se tomaban en la ciudad. (En este periodo el municipio de Ensenada tenía el nombre de Municipio de La Frontera y abarcaba todo el territorio del Distrito). 
En tiempos de la revolución de 1911 a 1914, tuvo 9 jefes políticos. El descontento comenzaba a surgir en Mexicali, ya que después de que fue tomado por grupos maderistas, los habitantes habían tenido que refugiarse durante 6 meses durante el tiempo que duró la ocupación. Finalmente, el descontento fue tan grande, que los habitantes de Mexicali exigieron tener su propia municipalidad y luego de una serie de acusaciones solicitaron que: "sea erigida en municipio la sección de Mexicali, que hoy depende del ayuntamiento de Ensenada" y el 4 de noviembre de 1914, Baltazar Avilés, Jefe Político del Distrito Norte de Baja California, decretó la creación del segundo municipio, Mexicali, y su ayuntamiento entró el 1 de enero de 1915, fecha en la que también, por órdenes del coronel Esteban Cantú, la capital del distrito pasó de Ensenada a Mexicali.
Desde el 1 de enero de 1915, hasta el año de 1920, Esteban Cantú fue nombrado gobernador del Distrito norte de Baja California, ratificado por Venustiano Carranza hasta que llegó Álvaro Obregón, quien por ello fue exiliado. 
El 11 de marzo de 1917, se decretó la creación de los municipios de Tecate y Tijuana, antes pertenecientes a Ensenada. El 2 de enero de 1923, después de que Tecate ya había sido declarado municipio, el gobernador José Inocencio Lugo, decretó su supresión y desaparición para incorporarlo de nuevo al municipio y administración de Mexicali. Pero esto duró hasta el 15 de octubre de 1925, cuando se creó el cuarto municipio, Tijuana, pues Tecate fue anexado a la jurisdicción del nuevo municipio.
El nuevo concepto jurídico de los municipios funcionó hasta 1929, cuando Abelardo L. Rodríguez por decreto suprimió los ayuntamientos el 31 de abril para que se formaran los consejos municipales. Por esto, los municipios libres pasaron a ser delegaciones municipales y las delegaciones a subdelegaciones, de manera que el Distrito Norte de Baja California quedó conformado por 3 delegaciones: Ensenada, Mexicali y Tijuana.
El 1.º de septiembre de 1951, el presidente Miguel Alemán anuncia en su informe que el Territorio Norte de Baja California satisface las condiciones exigidas por la fracción segunda del artículo 73 de la Constitución General de la República. A partir de esa fecha el ejecutivo comenzó a promover la creación del nuevo estado de Baja California.
El 16 de enero de 1952 Miguel Alemán publica el decreto (aprobado por el Congreso el 31 de diciembre de 1951), mediante el cual se reforma los artículos 43 y 45 constitucionales, que da paso a la creación del nuevo estado de Baja California, cuyo territorio es el anterior Territorio Norte de la Baja California.
El 23 de septiembre de 1952 se envía a la Cámara de Diputados una serie de disposiciones complementarias para la constitución del Estado de Baja California.
Alfonso García González es designado gobernador provisional del nuevo estado. El 31 de diciembre de 1952 se lanza la convocatoria para la elección de los siete diputados constituyentes. Y se crean los primeros distritos electorales los cuales quedan conformados de la siguiente manera: Mexicali, 1.º. y 2.º.; Valle de Mexicali 3.º.; Tecate y parte del valle de Mexicali, 4.º.; Tijuana 5 y 6.º. y Ensenada 7.º.
El 16 de enero de 1952, el Distrito Norte de Baja California deja de ser un territorio federal para convertirse en el Estado Libre y Soberano de Baja California, conformado por 4 municipios: Ensenada, Mexicali, Tecate y Tijuana.
Se realizaron las primeras elecciones del Estado, el 29 de marzo de 1953, para la elección de los siete diputados constituyentes. Los partidos contendientes fueron el PRI, el PAN, el FPP (Federación de Partidos del Pueblo y la UNS (Unión Nacional sinarquista). Los tres últimos presentaron candidatos comunes. Los ganadores de esta elección fueron los siete candidatos del PRI.
La Constitución Política del Estado de Baja California se promulgó el 16 de agosto de 1953.
La primera elección para gobernador del estado se llevó a cabo el 25 de octubre de 1953, así como para la 1.ª Legislatura en el estado. Los candidatos a gobernador participantes fueron Francisco Cañedo Lizárraga por el PAN, Braulio Maldonado por el PRI y Maurilio Vargas por el FPP; resultando ganadores, tanto en la gubernatura como en las diputaciones, los candidatos del PRI. Cabe señalar que por la reforma constitucional de 1953, Aurora Jiménez de Palacios, es la primera mujer por Baja California al Congreso de la Unión. Además fueron las primeras elecciones en México en que votan las mujeres.
El 1.º de diciembre de 1953 toma posesión como gobernador del Estado Braulio Maldonado Sández.

## Geografía

### Límites
| Noroeste: Océano Pacífico | Norte: California Estados Unidos | Nordeste: Arizona Estados Unidos         |
| Oeste: Océano Pacífico    |                                  | Este: Sonora México, Golfo de California |
| Suroeste: Océano Pacífico | Sur: Baja California Sur México  | Sureste: Golfo de California             |

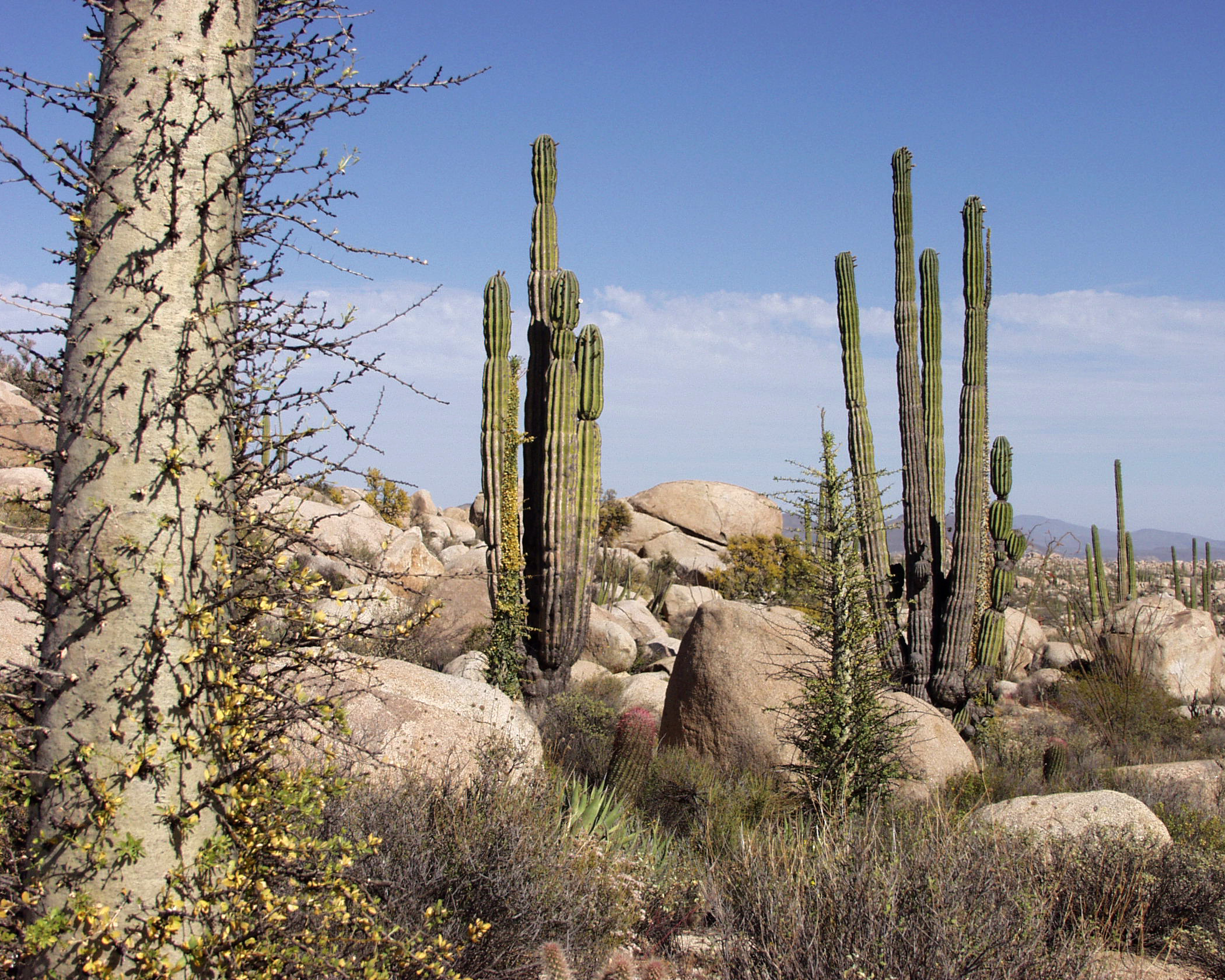
Desierto de Baja California.

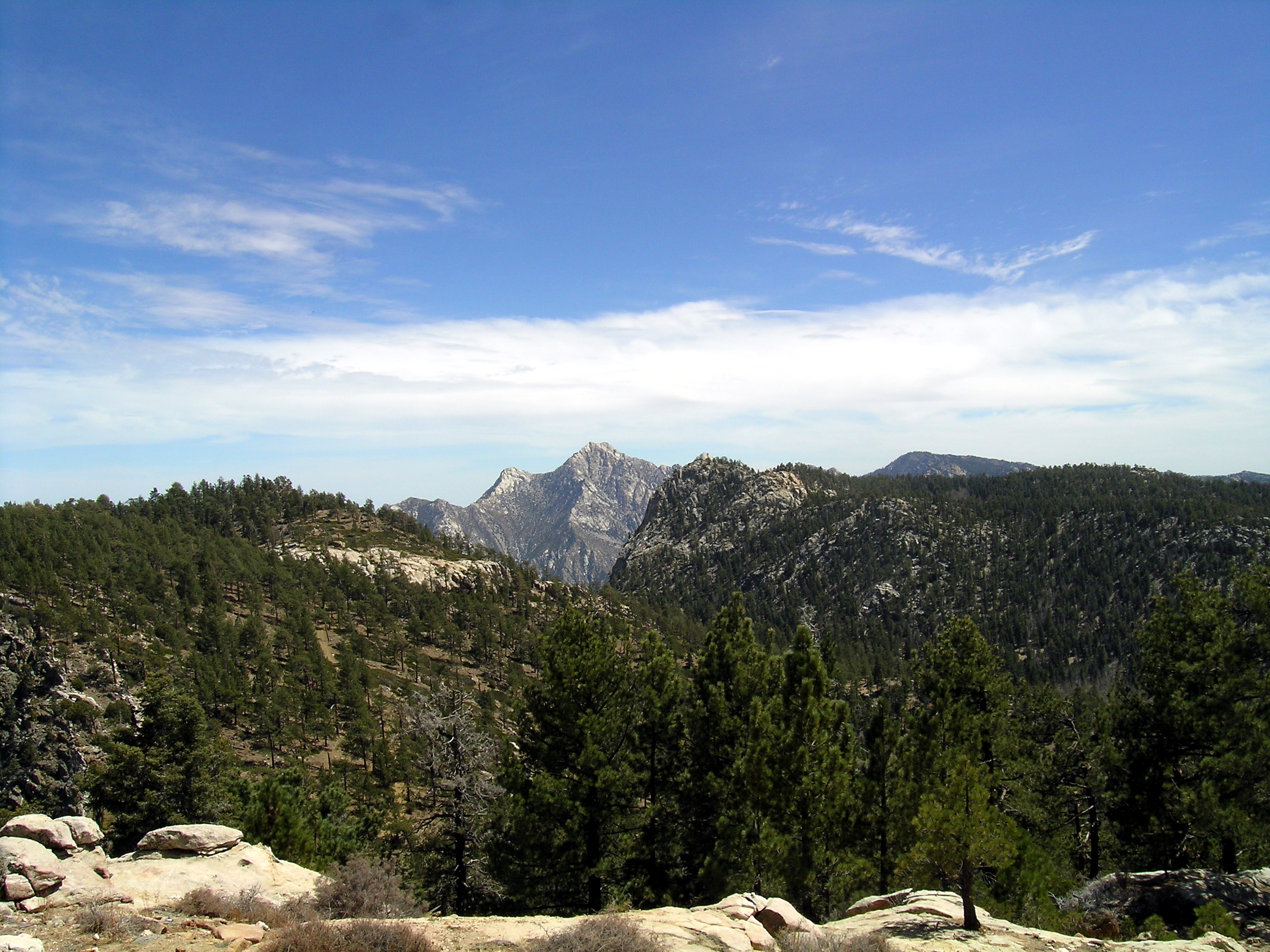
Sierra de San Pedro en Ensenada.

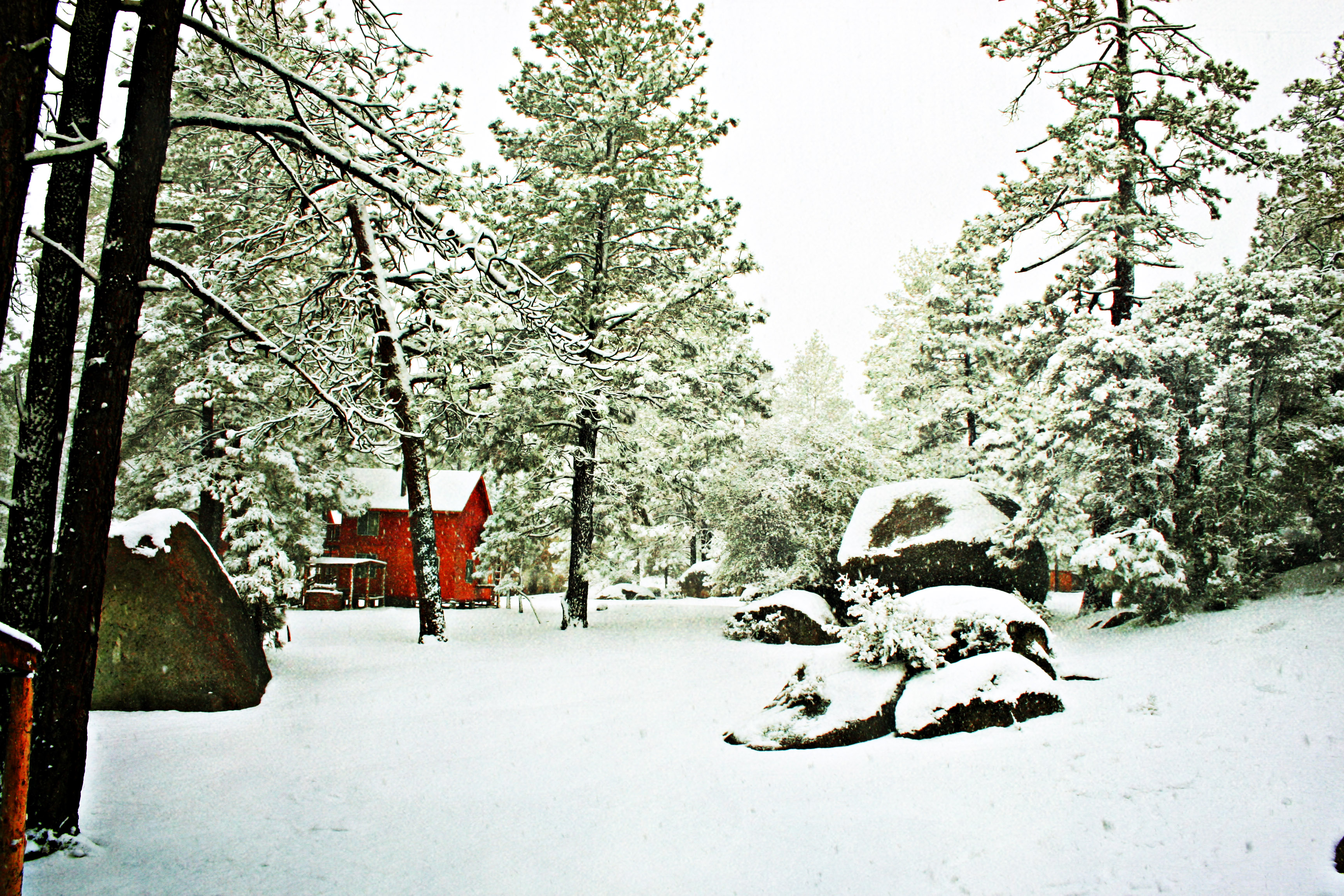
Sierra de Juárez en el municipio de Ensenada.

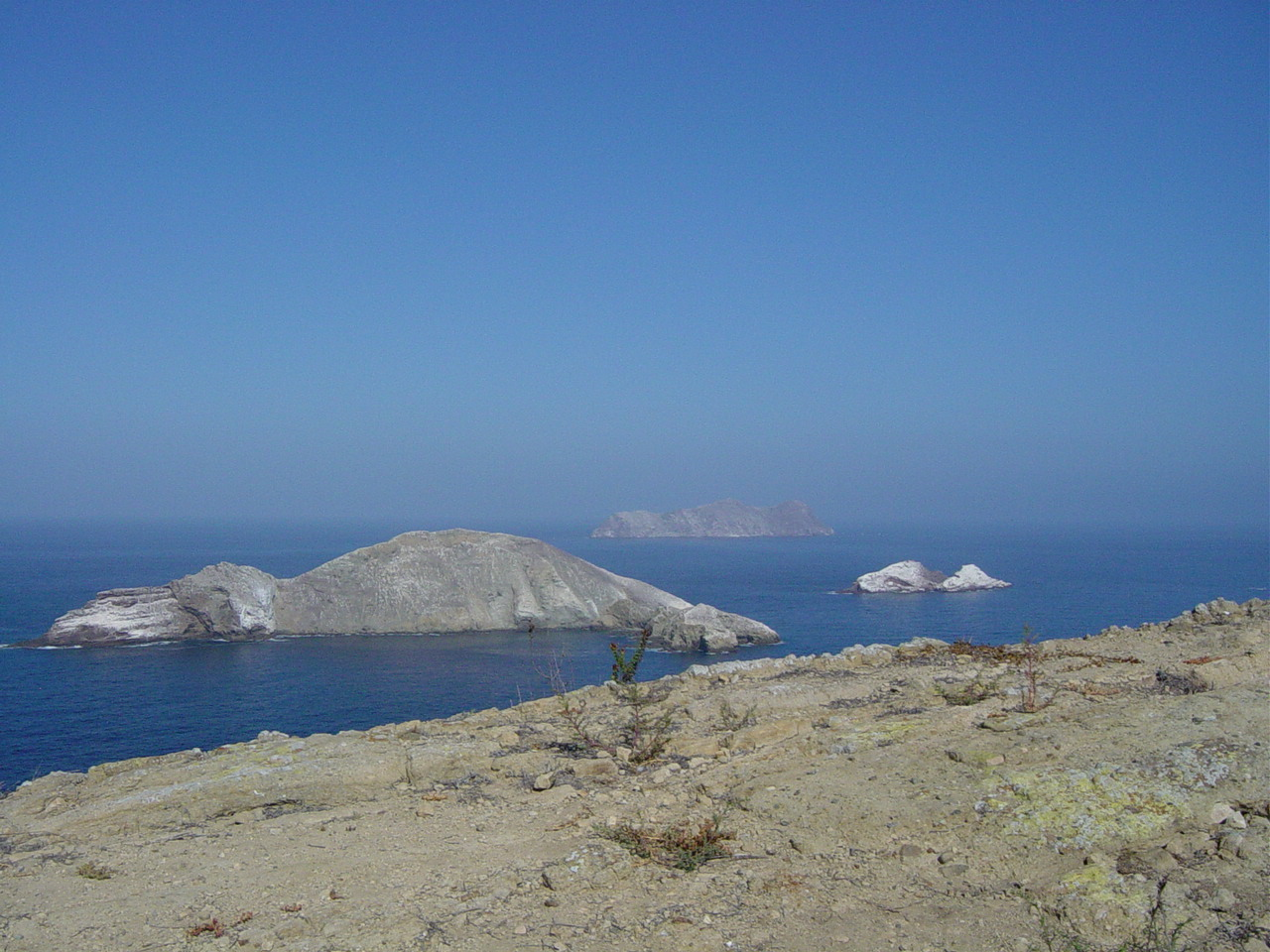
Islas Coronado al poniente de Tijuana.

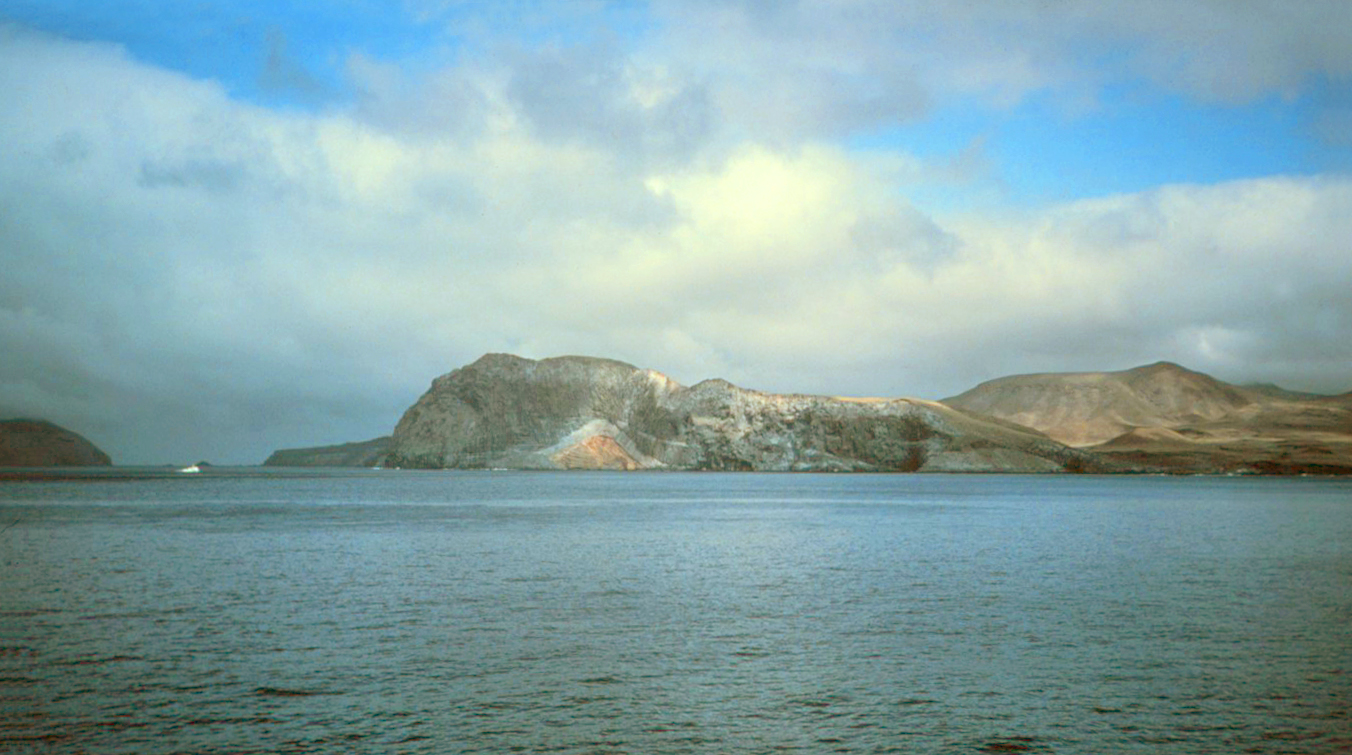
La Isla Guadalupe. Ensenada

Baja California tiene dos litorales. Al oeste limita con el Océano Pacífico y por el este con el Golfo de California. La geografía del estado es muy diversa. La Sierra de Baja California está situada en medio de la península y en su largo tramo tiene diferentes denominaciones; las más importantes son la Sierra de Juárez y la Sierra de San Pedro Mártir, en la cual se encuentra el Pico de la Encantada - el de mayor altura en la península. Desde el Pico de la Encantada se puede apreciar gran parte del Alto Golfo de California y el Desierto de San Felipe.
Entre estas sierras se pueden encontrar algunos valles fértiles como los de Guadalupe y el Valle de Ojos Negros. El clima templado hace que esta área sea excelente para el cultivo de la vid y de algunas frutas cítricas. El área también es rica en minerales. Al sur del estado, la Sierra se aproxima más hacia al Golfo de California y se aleja del Pacífico, formando una planicie al sur llamada los Llanos del Berrendo.
Los vientos del Pacífico y la corriente marina de California hacen que el clima en el extremo noroccidental sea benigno casi todo el año. Las ciudades costeras de Playas de Rosarito y Ensenada tienen uno de los mejores climas de México. Pero debido a esta misma corriente marina fría, las lluvias del norte raramente llegan a la península y esto hace que el clima se haga más seco y árido conforme se avanza al sur. Al sur del poblado de El Rosario, el paisaje se hace desértico, sin embargo, es rico en plantas endémicas como el Cardón, el Ocotillo y los cirios cuales son endémicos, de manera tal que se ha llamado el Valle de los cirios, entre otras. Estas plantas sobreviven en parte gracias a la niebla costera frecuente en el área. El paisaje desértico se puede observar en todo su esplendor al manejar por la carretera transpeninsular MX-1.
Existen numerosas islas en la costa del Pacífico. La remota Isla de Guadalupe es el hábitat de grandes colonias de lobos marinos. En la Isla de Cedros existe una pequeña comunidad dedicada sobre todo a la pesca. Las Islas de Todos Santos son visitadas por gente dedicada al surf, ya que sus olas son algunas de las más grandes del mundo.
Al este del territorio, el Desierto de Sonora domina el panorama. Algunas de las temperaturas más altas en el país se registran en el Valle de Mexicali. Sin embargo, con los mecanismos de irrigación del Río Colorado, este lugar se ha convertido en un emporio agrícola. Cerca de Mexicali se encuentra el área geológica de Cerro Prieto, la cual produce cerca del 80% de la electricidad que requiere Baja California y aun puede exportar el excedente a California. La Laguna Salada, que se encuentra entre las Sierras de Juárez y de los cucapá, también se localiza cerca de Mexicali. El punto más alto en la sierra Cucapá se alza 1087 m s. n. m. pero su montaña más famosa es el Cerro del Centinela, de 781 m s. n. m., por ser símbolo regional y parte del escudo de la ciudad de Mexicali.
En la costa oriental se localizan muchas playas. Algunos poblados pesqueros y turísticos, como San Felipe y Bahía de Los Ángeles, son un gran atractivo entre quienes buscan aventura, buenas playas y mariscos frescos. El área al sur de San Felipe está casi sin desarrollar. Así mismo, se pueden encontrar muchas bahías con excelentes playas. Todas las islas del golfo de California pertenecientes al estado están ubicadas adyacentes a los municipios de Mexicali y San Quintín.
Las mayores fuentes hidrológicas del estado son los ríos Colorado y Tijuana. El Río Colorado termina su largo cauce en el Delta del Golfo de California y sus aguas son aprovechadas para la irrigación del valle de Mexicali y para el suministro de agua a la capital del estado. El resto del estado depende de las aguas subterráneas, algunas presas y hasta algunos oasis ubicados en la península.
El clima de Baja California es muy diverso; varía de mediterráneo a árido.
El clima mediterráneo se localiza en la parte noroeste del estado, con sus veranos secos y sus inviernos frescos y lluviosos. Este tipo de clima se puede encontrar desde Tijuana hasta los valles interiores. La corriente fría de California generalmente crea niebla cerca de las costas. Esta niebla se puede presenciar en cualquier parte del estado colindante al Océano Pacífico.
El cambio de altitud hacia la Sierra de Baja California provoca un clima alpino en esta región. Los veranos son frescos y los inviernos pueden ser muy fríos. Las nevadas son comunes en la Sierra de Juárez (por ejemplo, en La Rumorosa y en la Laguna de Hanson) y en la Sierra de San Pedro Mártir (y en los valles interiores entre estas sierras) desde diciembre hasta abril.
Las lluvias son escasas de las montañas, provocando climas áridos. El Desierto de Sonora se caracteriza por tener veranos muy cálidos e inviernos moderados. El Valle de Mexicali (el cual está por debajo del nivel del mar) experimenta las temperaturas más altas del país.
Más hacia el sur por la costa del Océano Pacífico, el clima también se hace desértico; pero no es tan extremoso y cálido como en la costa del Golfo de California. Los climas de transición (del mediterráneo al desértico) se pueden encontrar desde San Quintín hasta El Rosario. Hacia el Este y cerca del Golfo, la vegetación es muy escasa y las temperaturas son muy altas en el verano. El clima desértico también se encuentra en todas las islas del Golfo de California. Algunos oasis se localizan en poblados como Cataviña, San Borja y Santa Gertrudis, mismos que se encuentran situados en la denominada Sierra San Borja o Libertad.

### Flora y fauna
Muchas de las especies terrestres o marinas que habitan en la península de Baja California son originarias de ahí. Recientemente, Guadalupe se ha posicionado como uno de los mejores lugares en el mundo para el avistamiento del gran tiburón blanco. La isla es un santuario para la vida salvaje desde 1975.
La fauna de Baja California es rica y variada, pudiéndose contar como animales principales los siguientes, agrupados por especies:
- Mamíferos: ballena gris, oso marino de Guadalupe, lobo marino, ardilla, borrego salvaje, berrendo, cabra montés, nutria marina, cacomixtle, conejo, coyote, cuyo, gato montés, jabalí, liebre, onza, puma, rata canguro, tejón, tigrillo, venada, xoloitzcuintle, zorra y zorrillo.
- Aves: agachona, aguilucho, alondra, alcatraz, búho, correcaminos, huitlacoche, chachalaca, gallardeto, gallina de agua, garzo, gavilán, gaviota, ganga, huilota, halcón, pájaro mosca, saltapared, tórtolo, codorniz, cóndor de California.
- Peces: atún, totoaba, carpa, cabrilla, dorado, mojarra, tiburón blanco. De acuacultura: tilapia, trucha arco-iris

En cuanto a la flora, destaca la planta llamada árbol cirio (Fouquieria columnaris), endémica de la península.
El saguaro es de característico tallo columnar, que puede alcanzar una altura de 15 m y un diámetro de 65 cm. Presenta ramificaciones que pueden encontrarse en un número superior a 7; y pueden a su vez presentar nuevas ramificaciones. La cantidad de las facetas del tallo (las costillas), son entre 12 y 24 y son obtusas. Las areolas son de color pardo, y están separadas entre sí unos 2 cm. En la zona apical la distancia es menor y aparecen recubiertas por un fieltro color pardo. Las espinas radiales pueden ser 12 o más, y las centrales entre 3 y 6 de hasta 7 cm de longitud. Son de color pardo y se van volviendo grises a medida que la planta envejece. Las flores, de pétalos cortos, aparecen en la parte superior de los tallos. Son de un destacado color blanco y tienen 12 cm de diámetro. El fruto es rojo y además comestible; madura en verano. La floración es en primavera; las flores se abren durante la noche y permanecen abiertas parte del día siguiente.
De crecimiento muy lento, se calcula que 1 metro de saguaro necesita de unos 30 años en las mejores condiciones de sequedad y luz. La velocidad máxima que puede alcanzar en alguna ramificación vigorosa es de unos 10 cm por año. Los ejemplares más grandes que existen en la parte del desierto que corresponde a Arizona pueden tener 200 o 300 años.
También existe la cachanilla, se puede observar en muchos lugares del valle de Mexicali, aunque en la actualidad se logra ver en menor cantidad a diferencia de lo que fue en el siglo XX.
| Flora y fauna de Baja California |                          |                        |                         |                 |
|                                  |                          |                        |                         |                 |
| Enhydra lutris                   | Felis concolor           | Carcharodon carcharias | Gymnogyps californianus | Xoloitzcuintle  |
|                                  |                          |                        |                         |                 |
| Callipepla californica           | Crotalus ruber           | Antilocapra americana  | Arctocephalus townsendi | Ovis canadensis |
|                                  |                          |                        |                         |                 |
| Fouquieria columnaris            | Eschscholzia californica | Coreopsis gigantea     | Carnegiea gigantea      | Pinus ponderosa |

### Terremoto de 2010
A las 3:40:41 p. m. PDT del domingo de Pascua, 4 de abril de 2010, un terremoto de 7,2 Mw (en la escala de magnitud de momento) con tendencia al noroeste golpeó el Valle de Mexicali, con su epicentro a 26 km (16 mi) al suroeste de la ciudad de Guadalupe Victoria, Baja California.  [La sacudida principal se sintió hasta las áreas metropolitanas de Los Ángeles, Las Vegas, Phoenix y Tucson, así como en Yuma, donde se registraron al menos media docena de réplicas de magnitudes entre 5,0 y 5,4, incluida una sacudida de magnitud 5,1 a las 4:14 de la madrugada con centro en El Centro. A las 6:31 de la mañana PDT del 5 de abril de 2010, se confirmó la muerte de dos personas.

## Economía

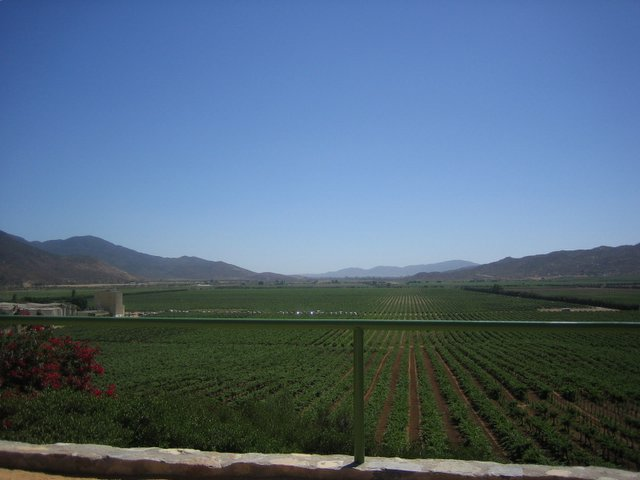
Producción vitivinícola del Valle de Guadalupe en Ensenada.

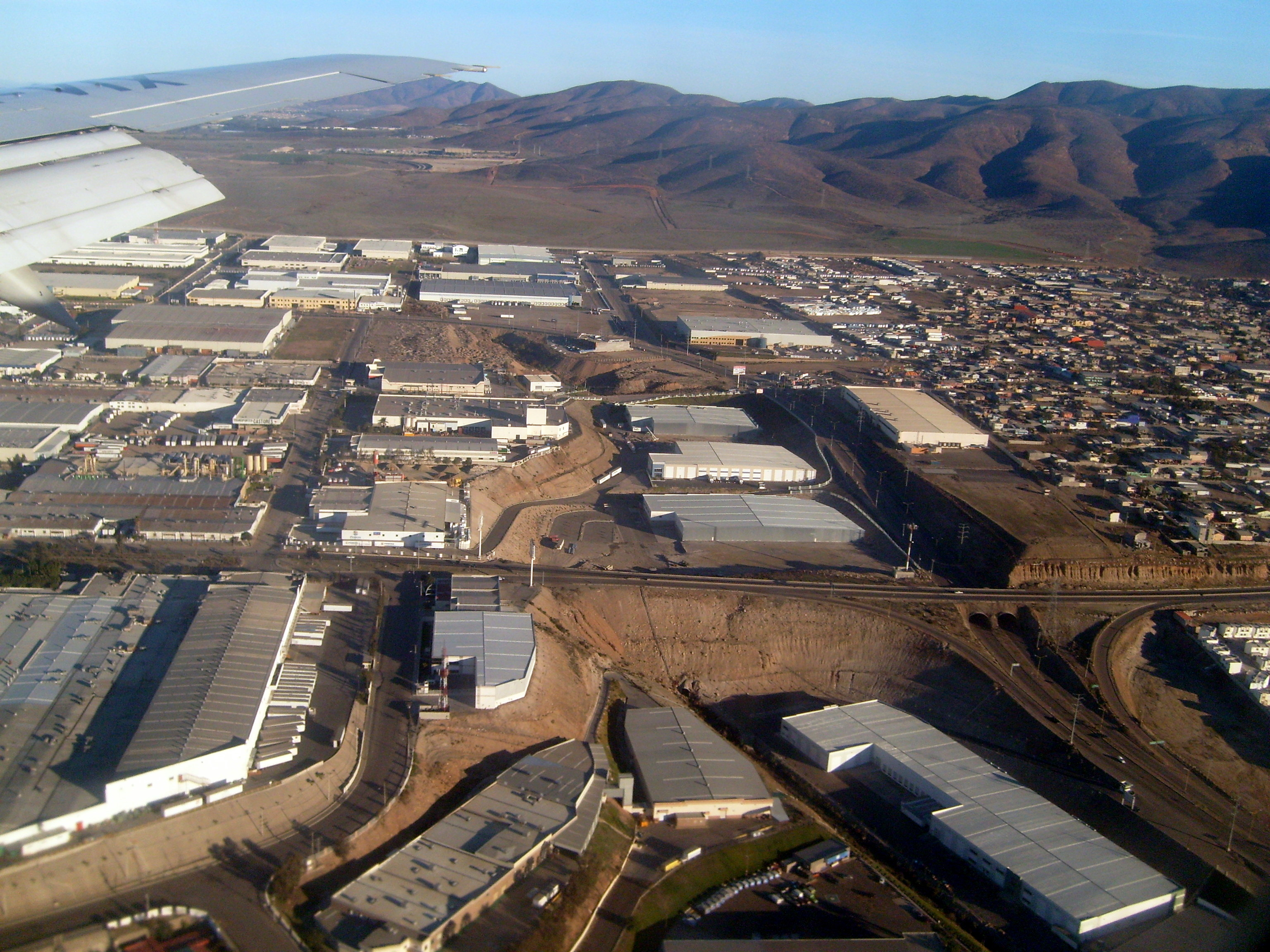
Parque Industrial en Tijuana

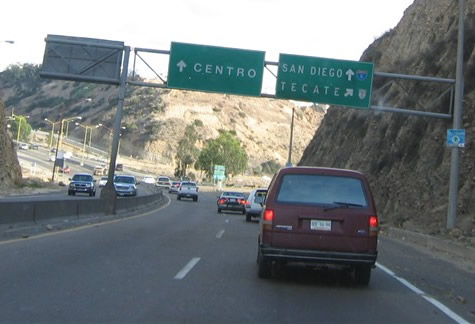
Carretera Federal Transpeninsular, Ensenada-San Diego

Las principales actividades económicas en el estado de Baja California son la industria manufacturera, la hotelería y el turismo; también son parte de estas la producción agrícola, ganadera y pesquera. Respecto al sector de comunicaciones, el estado cuenta con buenas y modernas carreteras que unen los principales destinos dentro y fuera del estado, así como ferrocarriles, puertos marinos y aeropuertos.
Actualmente, el sector hortofrutícola es una de las actividades de mayor éxito en Mexicali la capital del estado; cebolla y espárragos verdes están entre los cultivos más importantes, el algodón y el trigo siguen siendo cultivados. Hay una feria anual de la agroindustria en marzo de interés en todo México y los Estados Unidos denominada Agrobaja.
El Acuerdo Norteamericano de Libre Comercio de 1994, que eliminó la mayoría de las restricciones al comercio entre las dos naciones, pone a Baja California en una economía ligada a la de su vecino estadounidense. Mexicali está considerada entre las más prósperas ciudades en México por sus recursos y apego a la frontera de Estados Unidos.
Tijuana la ciudad más poblada del estado, fue considerada como la capital mundial de los televisores, por la enorme cantidad de televisores y monitores de PC que se fabrican, (14 millones al año según Businessweek). Existen actualmente muchas empresas dedicadas al ensamble de artículos electrónicos. La industria liviana y mediana es considerable. Dos ensambladoras de vehículos están instalándose en la región. Algunas compañías con plantas establecidas en Tijuana incluyen Avery Dennison, Sony, Toyota, Samsung, Kodak, Matsushita/Panasonic, Medtronic, Nabisco, COVIDIEN Healtcare, Philips, Pioneer, Plantronics, Pall Medical, Tara, Sanyo, Hubbell Lighting, Vimay, Sistemas Médicos Alaris (Beckton Dikinson), Fresinius Healthcare, Baxter, Thermo Fisher y Fisher and Paykel Healthcare.
En 2005, la economía de Baja California representaba el 3,3% del producto interior bruto de México, es decir, 21.996 millones de dólares. La economía de Baja California se centra en la fabricación orientada a la exportación sin aranceles (maquiladora). En 2005, 284.255 personas trabajaban en el sector manufacturero. Hay más de 900 empresas que operan bajo el programa federal Prosec en Baja California.

### Cine y televisión
La industria del cine y televisión tiene una presencia importante en Baja California en grabaciones de películas y series de televisión. Baja Studios está ubicado al sur de Rosarito y tiene los platós y tanques de agua para grabación más grandes del mundo.

## Gobierno y política
El listado de gobernadores se puede ver en Gobernantes de Baja California.
Baja California fue escenario de movimientos políticos incluso antes de su creación como entidad federativa. Durante la Revolución Mexicana en 1911, un grupo de magonistas protagonizaron la Toma de Tijuana, intentando consolidar una república socialista en México, y que de haberse logrado, hubiera sido la primera en el mundo incluso antes que la Rusia Soviética de 1917. Décadas después y con el crecimiento de sus ciudades, en los años 40s y principios de los 50s, los pobladores del Territorio de Baja California, fueron buscando el reconocimiento como estado libre y soberano, consiguiendo dicho estatus en 1953.  A finales de los 60s, un grupo de hombres y mujeres salieron a las calles a defender su voto, liderados por el partido opositor, el PAN, exigiendo al Revolucionario Institucional, respetara los resultados de las elecciones celebradas en 1968, que daba por ganador en Tijuana y Mexicali a los candidatos panistas. Tras manifestarse en la Ciudad de México ante el presidente Díaz Ordáz, el Congreso local determinó resolver la crisis política instalando un Consejo Municipal que posteriormente realizaría de nueva cuenta elecciones.
Casi dos décadas después de lucha por parte de la oposición, en 1980 consiguieron obtener los primeros 3 diputados locales de oposición (PAN y PCM). Tres años después, Ensenada obtendría el primer alcalde de un partido diferente al PRI, hecho que se repetiría en 1986 con la victoria de Ernesto Ruffo Appel en la alcaldía de Ensenada. La conocida "ruffomanía" llevaría, en 1989,  al entonces alcalde a convertirse en el primer gobernador de oposición en ganar unas elecciones, marcando a Baja California como cuna de la democracia mexicana. A partir de ahí, comenzaría una etapa de bipartidismo entre el PAN y el PRI, especialmente en las alcaldías y los escaños legislativos. En 2019, tras 30 años de gobiernos panistas, gana Jaime Bonilla Valdez la gubernatura, cediendo el poder al Movimiento de Regeneración Nacional.  Dicha elección se vería manchada por las aspiraciones del gobernador electo de ampliar su mandato de 2 años –como había establecido el Congreso en 2014– a 5 años, para terminar en 2024, a la par de las elecciones federales. por lo que hubo quien consideró que hubo una Crisis política en Baja California de 2019.
Los partidos políticos con mayor presencia en el estado son los siguientes:
- Movimiento de Regeneración Nacional: Su popularidad aumentó en el estado tras las elecciones federales de 2018 en México. En 2019, logró la victoria en los cinco ayuntamientos, los 17 distritos electorales locales y la gubernatura, rompiendo así con 3 décadas de gobiernos panistas. En 2021, logró conservar la gobernatura.
- Partido Acción Nacional: Desde 1989 se convirtió en la primera fuerza política teniendo algunas alternancias en el gobierno municipal. Mantuvo la alternancia del poder en los ayuntamientos con el PRI, gobernando principalmente los municipios de Tijuana, Playas de Rosarito y Mexicali. En 2021, aun y haciendo alianza con el PRI y el PRD, cayó a ser la tercera fuerza política. En 2024, compitió solo y logró recuperar el estatus de 2da fuerza partidista en la entidad.
- 'Movimiento Ciudadano': El partido socialdemócrata no ha podido obtener la presencia en el estado como la tiene en Jalisco[40] o Nuevo León,[41] sin embargo, ha logrado participar sin alianzas en las elecciones y obtener posiciones políticas en cabildos y el Congreso.[42] En 2021, aunque no logró mejorar sus números, mantuvo el registro estatal y consolidó como 5.ª fuerza política; y en 2024, repitiendo sin alianzas, se consolidó como 3ra fuerza política.

Otros partidos con menos presencia son:
- Partido Revolucionario Institucional: Desde 1989 el partido no ha podido regresar al gobierno estatal, sin embargo, mantuvo su fuerza política en el Congreso y algunos ayuntamientos, especialmente en Ensenada y Tecate. En 2010 logró gobernar los 5 ayuntamientos y tener 13 diputados de 17 distritos electorales, sin embargo, posteriormente llegó a ser la 5.ª fuerza política. En 2021 pasaron a ser la cuarta fuerza política.
- Partido Encuentro Solidario: En las elecciones estatales y federales de 2021 logró ser segunda fuerza política, en algunos distritos tercera. Dentro de su circunscripción, BC le dio casi la mitad de los votos.

### Forma de gobierno
Baja California, como una de las 32 entidades federativas del país, es autónoma en cuanto a su régimen interior, el cual, de acuerdo a su constitución local y en sincronía con la carta magna federal, es republicano, representativo, democrática, laico y popular; constituido por 7 municipios.  De acuerdo con su ley fundamental, la soberanía y el poder público son origen y correspondencia del pueblo, y es este el que decide ejercerlo a través de un sistema de separación de poderes: Jefe de Gobierno (Ejecutivo), Congreso local (Legislativo) y un Poder Judicial, depositado en distintas instituciones, cuya cabeza es el Tribunal Superior de Justicia.
En lo que respecta al Congreso de la Unión, Baja California es representada en igualdad de condiciones que cualquier otro estado. En el Senado es representada por 3 senadores, dos electos por mayoría relativa y uno asignado a la primera minoría; y en la Cámara de Diputados por el número de distritos acorde a su tamaño poblacional. En 2019, fueron elegidos 13 diputados federales.

#### Poder Ejecutivo
El gobernador de Baja California es el titular del poder ejecutivo en la entidad. Es elegido mediante voto directo y universal. Una vez electo, entra en funciones el 1 de noviembre del año de la elección. Su cargo dura un periodo de seis años, sin posibilidad de reelección; ni siquiera en el caso de haberlo desempeñado como interino, provisional o sustituto. El cargo solo es renunciable por causa grave, que deberá ser calificada por el Congreso Local. En caso de muerte, destitución o renuncia, asume de manera inmediata y provisional el cargo, el secretario de gobierno, después, con las reservas que contempla la constitución local, corresponde al Congreso nombrar un sustituto o interino.
La vigente Constitución local prevé dicho cargo en su título cuarto, capítulo segundo, y es abordado por los diversos puntos e incisos, que componen el artículo 49. En ellos se especifican las obligaciones, facultades, requisitos y restricciones al cargo; especificaciones que van desde el mando de la fuerza pública de la Ciudad (policía local y guardia nacional adscrita); la titularidad de las políticas económica, desarrollo social y de seguridad pública; la promulgación y ejecución de las leyes emitidas por el poder legislativo; proponer nombramientos a cargos que requieren aprobación del Congreso o el Tribunal Superior de Justicia; y diversas prerrogativas concedidas en otros artículos de la misma carta magna y las leyes locales.
El gobernador es la cabeza de la administración pública Local y es auxiliado por un gabinete compuesto por varias secretarías, dependencias locales, organismos descentralizados y direcciones generales, los cuales tienen a su cargo diversas carteras de interés público, además de distintos asesores adscritos a la oficina de gobierno.

#### Poder Legislativo
El Congreso de Baja California es el órgano depositario del poder legislativo en esta entidad federativa. Conformada como asamblea unicameral, se compone de 25 diputados, de los cuales 17 son electos por medio del voto popular y 8 por el principio de representación proporcional. Sus integrantes son electos por voto universal bajo los dos principios ya mencionados; los primeros de forma directa y los otros de acuerdo al sistema de listas plurinominales que establece la ley federal. La duración del cargo es de tres años con opción a una reelección inmediata, siempre y cuando sea representando al partido o coalición que postuló originalmente al diputado. Por cada diputado titular se elige un suplente; siendo este quien suplirá las ausencias temporales o definitivas de su compañero de fórmula.

#### Poder Judicial
El Poder Judicial de la Entidad está integrado por el Tribunal Superior de Justicia (que cuenta con una Sala Constitucional), un Consejo de la Judicatura y los Juzgados locales y Tribunales especializados. Sus fundamentos se encuentran en el Título IV, Capítulo II de la Constitución Política de Baja California y la Ley Orgánica del Poder Judicial de Baja California. La administración, vigilancia y disciplina del Poder Judicial, con excepción del Tribunal Superior de Justicia, está a cargo del Consejo de la Judicatura. En este poder y su conjunto de órganos, se deposita la facultad de impartir justicia en todos los aspectos institucionales de la ciudad; la aplicación de las normas y principios jurídicos en la resolución de conflictos; y en todos los ámbitos de la aplicación del Derecho y la interpretación de las leyes en la sociedad (civil, penal, constitucional, mercantil, laboral, administrativo, fiscal, procesal, etcétera), siempre y cuando ninguno esté contemplado en exclusividad para el Poder Judicial Federal.

### Organización territorial

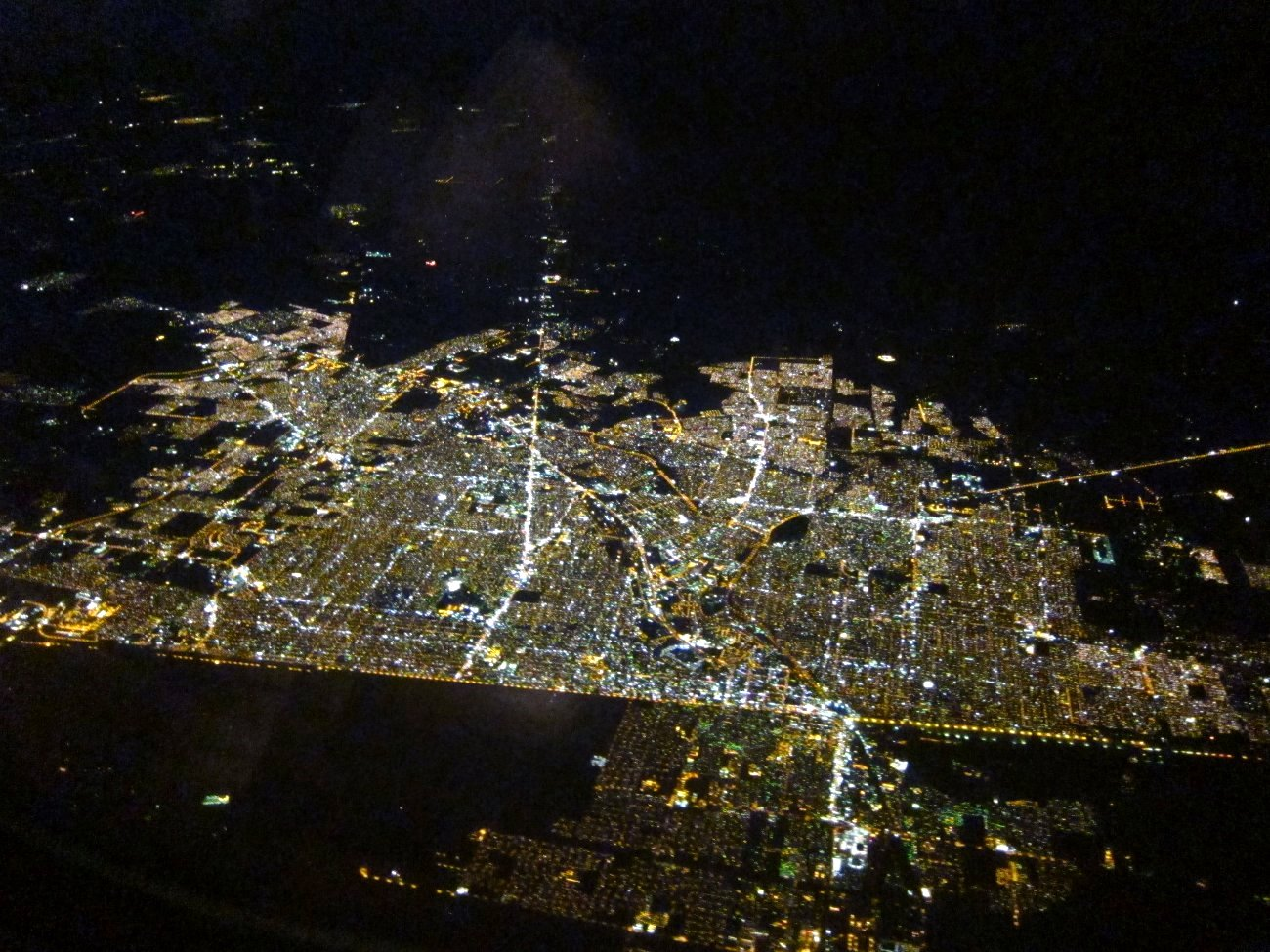
Vista nocturna de la Zona Metropolitana de Mexicali

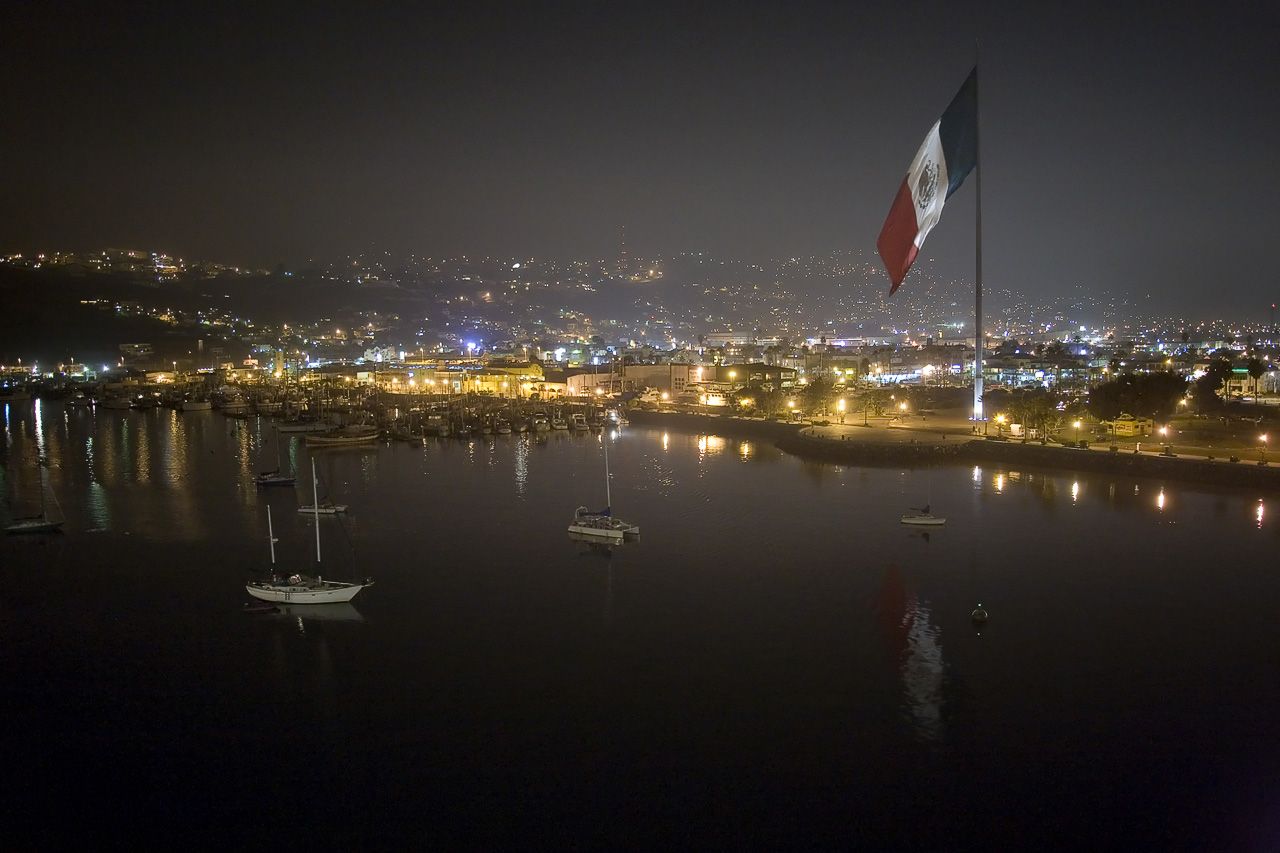
Vista nocturna del Malecón de la ciudad de Ensenada.

El estado se divide en 7 municipios; estos, a su vez, se dividen en delegaciones. Hay muchos pueblos, ranchos y otras divisiones territoriales menores.
| Municipios         | División |
| ------------------ | --- |
| Mexicali           | Zona Metropolitana: Mexicali , Santa Isabel, Progreso (+) |
| Mexicali           | Delegaciones: Estación Delta, Benito Juárez, Cerro Prieto, González Ortega, Colonias Nuevas, Colonia Progreso, Colonia Venustiano Carranza, Los Algodones, Ciudad Morelos, Hermosillo, Hechicera, Guadalupe Victoria, Batáquez.Santa Isabel (+)                              |
| Mexicali           | Otras localidades: Ciudad Coahuila, Ciudad Morelos, Los Algodones, Ciudad Guadalupe Victoria, Estación Delta, Estación Coahuila y Venustiano Carranza. |
| Tijuana            | Zona Metropolitana: Tijuana, Rosarito |
| Tijuana            | Delegaciones: Playas de Tijuana, San Antonio de los Buenos, Centro, La Mesa, Sánchez Taboada, Cerro Colorado, Otay-Centenario, La Presa, La Presa Este |
| Playas de Rosarito | Delegaciones: Zona Centro, Plan Libertador, Primo Tapia. |
| Tecate             | Delegaciones: Tecate, Mi Ranchito, La Rumorosa, Luis Echeverría, Héroes del Desierto, Valle de las Palmas, Nueva Colonia Hindú |
| Ensenada           | Zona Metropolitana: Ensenada, El Sauzal, Maneadero. |
| Ensenada           | Delegaciones: La Misión, El Porvenir, Francisco Zarco, Real del Castillo, El Sauzal, Ensenada (cabecera municipal), San Antonio de Las Minas, Maneadero (Rodolfo Sánchez Taboada), Santo Tomás, Eréndira, San Vicente, Valle de la Trinidad, Punta Colonet e Isla de Cedros. |
| San Quintín        | Valle: Colonett, Camalú, Vicente Guerrero, San Quintín, Emiliano Zapata, Lázaro Cárdenas, Rancho Los Pinos. Delegaciones: Camalú, Vicente Guerrero, San Quintín, El Rosario, El Mármol, Punta Prieta, Bahía de los Ángeles y Villa Jesús María.                              |
| San Felipe         | Localidades: Puertecitos, San Felipe, Ejido Plan Nacional Agrario, |

Además existen numerosas islas, entre las cuales destacan las Islas Coronado, Guadalupe, Isla Todos Santos, Cedros, Ángel de la Guarda.

## Demografía
| Gráfica de evolución demográfica de Baja California entre 1836 y 2020 |
|                                                                       |

### Población
Según la Encuesta Intercesal realizada por el Instituto Nacional de Estadística y Geografía en 2015, el estado de Baja California contaba hasta entonces con un total de 3,315,766 habitantes. De dicha cantidad, 1,650,341 eran hombres y 1,665,425 eran mujeres. La tasa de crecimiento promedio anual para la entidad durante el período 2010-2015 fue del 1.3%.
Baja California es un estado habitado por una población heterogénea, compuesta en su mayoría por migrantes que han llegado procedentes de toda la república mexicana sobre todo por personas residentes de estados como Sinaloa, Chiapas, Jalisco y el Estado de México. La variedad étnica y su consecuente diversidad cultural son los sellos distintivos de esta zona fronteriza, donde se encuentran las dos ciudades más grandes de la entidad, Tijuana y Mexicali. Esta singular característica ha dado origen a profundos fenómenos sociales cuyos efectos y manifestaciones son continuamente estudiados en prestigiadas instituciones mexicanas y estadounidenses. Más que un estado que marque diferencias es un punto de unión entre culturas. Su capital Mexicali, una de las ciudades más jóvenes de la República, nació cuando se iniciaron las obras de regadío en el río Colorado, y creció económicamente en función de la agricultura sobre todo en la zona del valle.
Aquel pequeño poblado de principios de siglo es ahora una ciudad con cientos de miles de habitantes gracias a la fertilidad del Valle de Mexicali, al intercambio comercial con los Estados Unidos y la industrialización que se inició alrededor de 1985 cuando el perfil primordialmente agrícola de la ciudad se modificó por el industrial.
En el transcurso de unos cuantos años se abrieron parques fabriles con capitales norteamericanos y asiáticos que confieren un carácter dinámico a las actividades económicas y mezclas culturales de esta ciudad, sede de los poder ejecutivo, legislativo y judicial del estado.

#### Municipios más poblados
| Puesto | Municipio          | Población |
| ------ | ------------------ | --------- |
| 1.º    | Tijuana            | 1,922,523 |
| 2.º    | Mexicali           | 1,049,792 |
| 3.º    | Ensenada           | 443,807   |
| 4.º    | Playas de Rosarito | 126,890   |
| 5.º    | San Quintín        | 117,568   |
| 6.º    | Tecate             | 108,440   |
| 7.º    | San Felipe         | N.D       |

#### Índice de Desarrollo Humano
| Puesto  | Municipio          | IDH (2015) | Variación respecto al informe de 2005 |
| ------- | ------------------ | ---------- | ------------------------------------- |
| 1.º (3) | Mexicali           | 0.8761     | 0.0102                                |
| 2.º (3) | Playas de Rosarito | 0.8691     | 0.0291                                |
| 3.º (1) | Tecate             | 0.8664     | 0.0023                                |
| 4.º (3) | Tijuana            | 0.8194     | 0.0584                                |
| 5.º (2) | Ensenada           | 0.8078     | 0.8078                                |

### Grupos étnicos
En el estado existen 5 pueblos indígenas autóctonos, los cuales se mantienen aislados de las comunidades urbanas y sorprendentemente han sobrevivido manteniendo su lengua costumbres y tradiciones ancestrales, estos pueblos son los cucapáh, - en Mexicali, los kumiai, los paipái, en Tecate los cochimíes y los kiliwas en Ensenada, los cuales son de la familia yumana que habitan en los Estados Unidos.

#### Cochimíes
Los cochimíes hablaban una lengua de la familia yumano-cochimí ahora extinta llamada cochimí laymón. Poblaron la zona central de la península de California, al sur del actual estado. Actualmente se registra una población de apenas 116 habitantes (2019), establecidos principalmente en La Huerta; elaboran esporádicamente muñecas de trapo, el palo para cazar conejos semejante a un búmeran, figuras talladas en madera y de cerámica con técnicas modernas, así como pirograbados en cuero. Eso sí, ninguna de las personas habla ya dicha lengua. 

#### Kiliwa
Los kiliwa  viven en el norte del estado, establecidos en el Valle de la Trinidad, en Ensenada, localizado entre las sierras de San Miguel, San Pedro Mártir y el desierto de San Felipe. Su lengua parece pertenecer a la familia hokana.  De acuerdo a Secretaría de Cultura, la población era, en 2019, de apenas 11 personas; antes se tenían registro de solo 5 habitantes. Fueron los únicos pobladores originarios de Baja California que nunca aceptaron someterse a las actividades de los misioneros. 
De ellos se cuentan con más de 70 sitios de Arte Rupestre en Baja California, herencia ancestral de los primeros pobladores, tanto en el norte, como en el centro y sur del estado, incluyendo sitios de Gran Mural, típicos y famosos en Baja Sur. 

## Educación
Baja California ofrece uno de los mejores programas educativos del país, con altas calificaciones en escolaridad y rendimiento.
El gobierno estatal ofrece cursos de educación y capacitación para aumentar los estándares de la fuerza laboral, como los programas de vinculación escuela-empresa que ayudan al desarrollo de una fuerza laboral acorde a las necesidades de la industria.
El 91,60% de la población de seis a catorce años asiste a la escuela primaria. El 61,95% de la población mayor de quince años asiste o ya se ha graduado de la escuela secundaria. La escuela pública está disponible en todos los niveles, desde el jardín de infancia hasta la universidad.
El estado cuenta con 32 universidades que ofrecen 103 títulos profesionales. Estas universidades cuentan con 19 centros de investigación y desarrollo para la investigación básica y aplicada en proyectos avanzados relacionados con la biotecnología, la física, la oceanografía, la informática, la tecnología geotérmica digital, la astronomía, la aeroespacial, la ingeniería eléctrica y las energías limpias, entre otros. En este nivel educativo, la oferta es cada vez mayor. Baja California ha desarrollado la necesidad de ser autosuficiente en materia de innovación tecnológica y científica y de ser menos dependiente del extranjero. Las empresas actuales demandan nuevos procesos de producción, así como tecnología para la incubación de empresas. El número de títulos de postgrado que se ofrecen, incluidos los programas de doctorado, es de 121. El estado cuenta con 53 escuelas de posgrado.

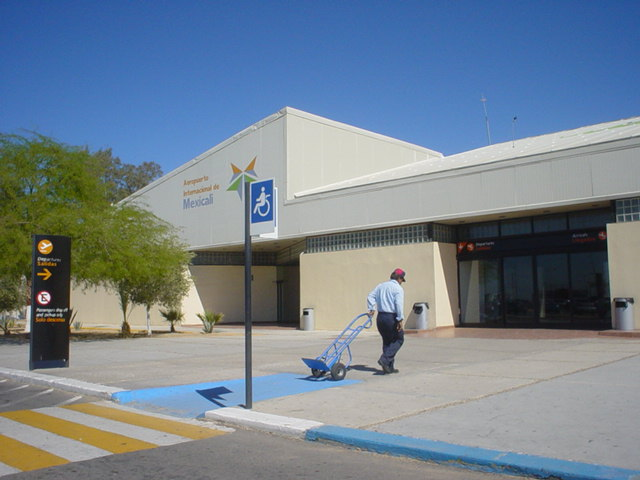
Aeropuerto Internacional General Rodolfo Sánchez Taboada, en Mexicali.

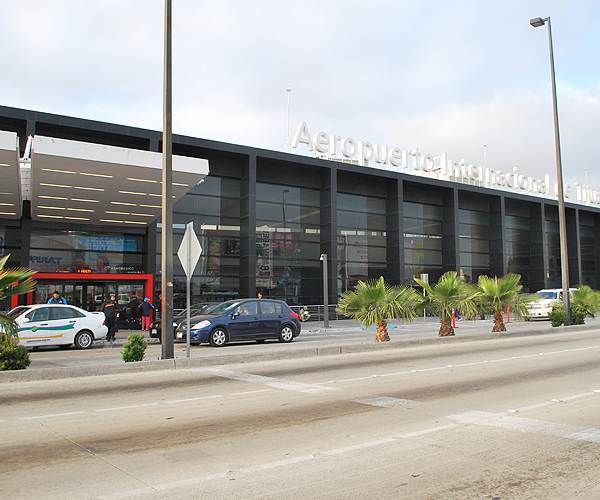
Fachada principal del Aeropuerto Internacional de Tijuana, en Tijuana.

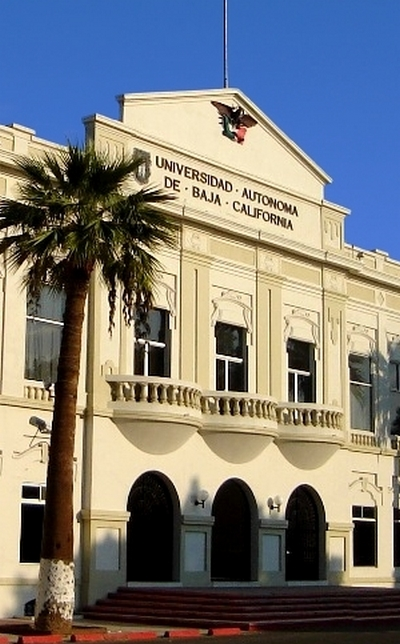
Rectoría de la Universidad Autónoma de Baja California.

A nivel posgrado, existen dos importantes centros CONACyT: el Centro de Investigación Científica y de Educación Superior de Ensenada (CICESE) y el Colegio de la Frontera Norte (COLEF). Tijuana cuenta con el Centro de Investigación en Tecnología Digital (CITEDI), el cual es una unidad del Instituto Politécnico Nacional. En Ensenada se ubican además el Centro de Nanociencias y Nanotecnología y el Instituto de Astronomía, ambos dependientes de la Universidad Nacional Autónoma de México.
La Universidad pública más importante del Estado de Baja California es la Universidad Autónoma de Baja California (UABC). La UABC cuenta además con el nuevo campus Valle de las Palmas CITEC (Centro de Ingeniería y Tecnología).
Existe también el sistema de Institutos Tecnológicos Regionales en Ensenada, Mexicali (ITM) y el Instituto Tecnológico de Tijuana, así como la Universidad Politécnica de Baja California (UPBC) en Mexicali y la "Universidad Tecnológica de Tijuana", dando un sesgo importante al sistema público en materia de educación superior. En educación media superior se encuentran las preparatorias más destacadas a nivel estatal como el Colegio de Bachilleres del Estado de Baja California COBACHBC, Colegio de Estudios Científicos y Tecnológicos del Estado de Baja California CECYTEBC, Colegio de Educación Profesional Técnica de Baja California CONALEPBC. Así como a nivel nacional DGB (Preparatoria Federal Lázaro Cárdenas), DGETI (CBTIS, CETIS), DGETA (CBTA), DGECyTM (CETMar), entre otros.
Existen diversas Universidades Privadas en el Estado, algunas de ellas son el Centro de Enseñanza Técnica y Superior (CETYS Universidad), Universidad Católica Tecnológico de Baja California, la Universidad del Desarrollo Profesional,  la Universidad del Valle de México Campus Mexicali, la Universidad Iberoamericana Tijuana (perteneciente al Sistema Universitario Jesuita), Univer Noroeste, la Universidad Xochicalco, la Universidad de las Californias (UDC), Escuela Superior de Comercio Exterior ESCOMEX (http://www.escomex.edu.mx/), entre otras.
Además de las mencionadas anteriormente, en Baja California pueden encontrarse Escuelas Normales en cada municipio, éstas dedicadas a la formación de maestros de preescolar, primaria, educación física y educación especial. La más importante es la Benemérita Escuela Normal Urbana Federal Fronteriza, ubicada en Mexicali, fundada en 1940 (BENUFF) que ofrece actualmente 3 licenciaturas: Lic. en educación primaria, y en dos ramas de la educación especial: área motriz, y problemas de aprendizaje.

## Gastronomía

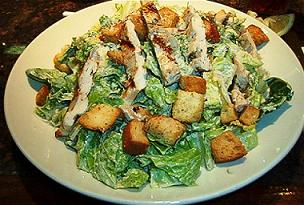
Ensalada César con pollo a la plancha.

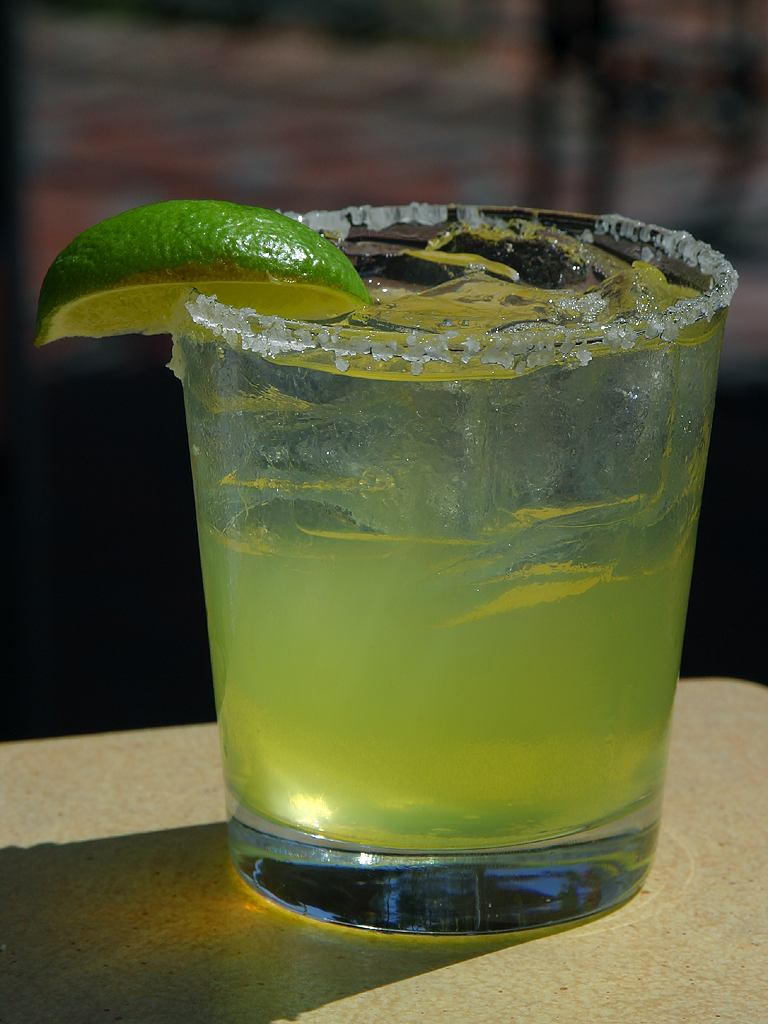
Margarita en las rocas

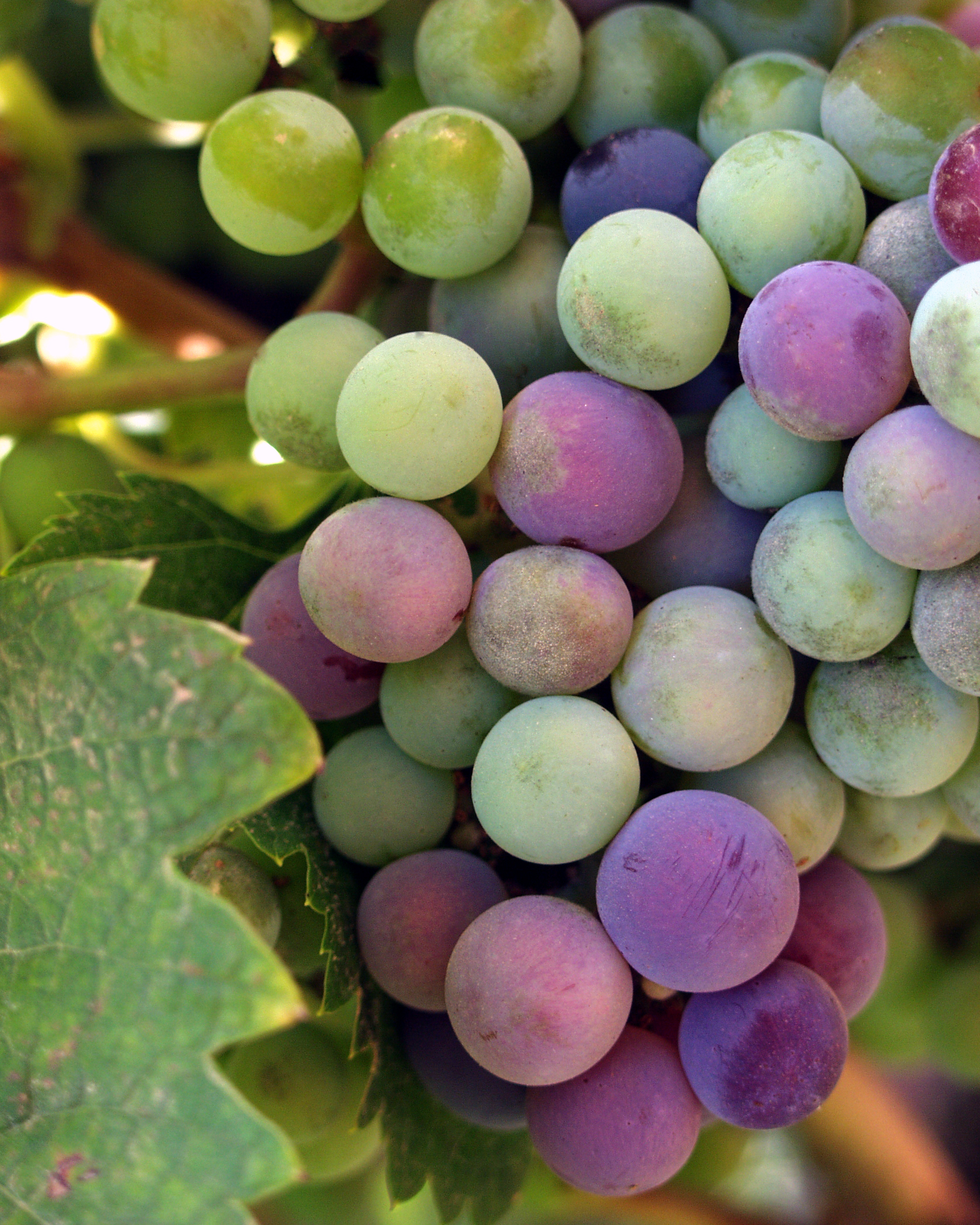
Uvas para vino del Valle de Guadalupe, Baja California, México

La gastronomía en Baja California deriva de una mezcla de estilos culinarios producto a su vez de los diferentes grupos de personas que migran al estado trayendo consigo las recetas de cada una de sus culturas. Como estado norteño, las carnes son uno de los principales ingredientes en sus platillos aunque no el tradicional, como en estados de Sonora y Nuevo León. La carne de cerdo, el pollo generan complementos para los platillos típicos de la nueva cocina urbana, como hamburguesas, tortas, burros y ensaladas. Los tacos de carne asada son el platillo más popular de la cocina en Tijuana, también llamados Asaderos en Mexicali y los tacos al vapor son populares en el poblado de La Rumorosa. Hay desde puestos en las calles hasta establecimientos. Los sabores varían con estilos exportados de otros lugares del país como los tacos de adobada (variante de los Tacos al Pastor), de birria, de cabeza, chorizo, suadero, entre otros.
La cocina Baja Med, es una fusión de ingredientes mediterráneos, utilizando principalmente vegetales que se cosechan en el estado, así como mariscos. Algunos ejemplos de este estilo gastronómico se encuentran: tacos de pescado a la tempura, Camarones con aguja frita, tomates miniaturas, cebollino y salsa hecha de quesos locales, Carpaccio de remolacha con queso azul y aderezo de menta, pato con brochetas de regaliz espolvoreado con guava, Risotto con nopalitos y pulpo carbonizado y Costillas bañadas en jarabe de higo sobre una salsa de mole negro, por mencionar algunos. La Ensalada César es una de las principales recetas tradicionales de la cocina bajacaliforniana, originaria de Tijuana, creada en las primeras décadas del siglo XX por el chef de ascendencia italiana.
En la zona del Valle de Mexicali es ya una tradición la comida china. Los ingredientes principales que utiliza son la salsa de soya, la salsa de ostión y el frijolito negro. Los platillos más populares incluyen el arroz frito, el chop suey, la sopa wonton y el pato estilo Pekín, el cual es tradicionalmente preparado al cocerlo en vapor y después en un horno con carbón vegetal, cubierto con melaza para darle una textura crujiente a la piel; este es uno de los platillos favoritos de los mexicalenses. Otros platillos que también son del gusto de la gente son las carnitas coloradas, el pollo con piña, el arroz frito y los platillos de especialidad, como el pescado estilo chino al vapor con jengibre.
En la zona costera, los platillos más populares son la langosta, en Puerto Nuevo; los tacos de pescado, el chorizo de abulón y la mermelada de tomate en Ensenada y otros platillos de mariscos, como tostadas de ceviche de pescado, camarón o pulpo. De hecho, Ensenada es el único municipio de Baja California en ser parte de la Red de Ciudades Creativas de la UNESCO y fue la primera ciudad mexicana en ser reconocida en el ámbito gastronómico por este organismo mundial, gracias a la gran diversidad y calidad de sus productos naturales.  Además, el valle de Guadalupe en Ensenada es uno de los destinos gastronómicos más importantes del país y es uno de los principales destinos de la cocina Baja Med.
En cuanto a postres, las gastronomía local se ha influenciado de los estados norteños aledaños, como Sonora y Sinaloa, con el tradicional pan dulce, las Coyotas, los Coricos, las obleas y las empanadas. En Tecate, el pan dulce es reconocido a nivel internacional y sitio turístico para todo aquel viajero del sur de California.
Por último, en bebidas, Ensenada se mantiene como la ciudad originaria de la popular Margarita, además de ser el principal productor de vino en México, en el Valle de Guadalupe. Tijuana, Mexicali y Ensenada han alcanzado una gran popularidad en la producción de cerveza artesanal, de hecho, Tijuana es considerada "la capital de la cerveza artesanal en México"  y en Ensenada se lleva a cabo el festival de cerveza artesanal más grande del país "Ensenada Beer Fest".  Por su parte, Tecate dio nombre a la famosa marca de la Cervecería Cuauhtémoc. Otras bebidas son la sangría preparada, la Cubalibre y el Clamato preparado.

## Deporte

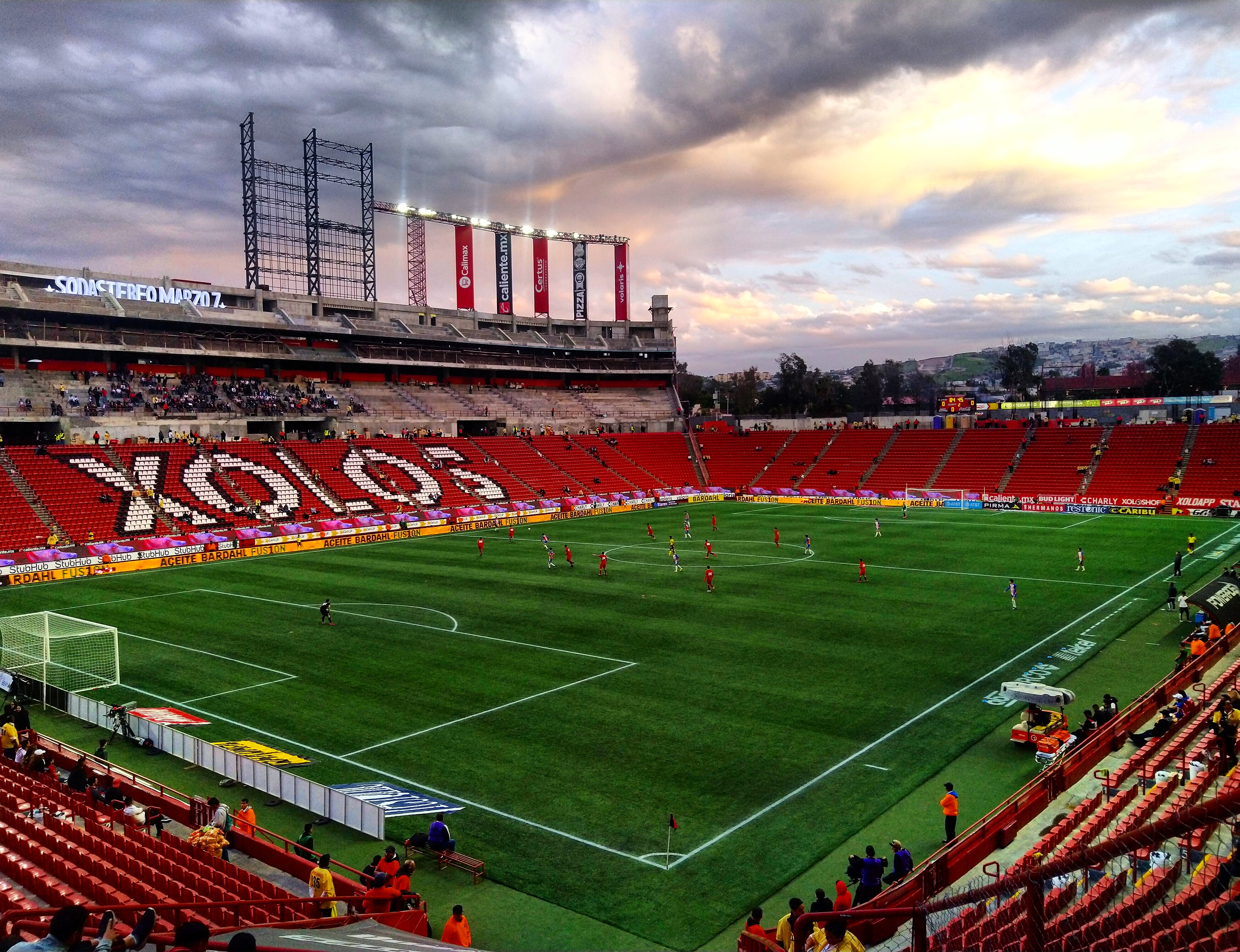
Estadio Caliente sede del Club Tijuana.

El estado de Baja California es un estado muy activo en los deportes. Cuenta con clubes de Fútbol, Béisbol, Baloncesto, boliche, natación, etc. Cuenta con 3 Centros de Alto Rendimiento (CAR) en Ensenada, Tijuana y Mexicali. También cuenta con estadios en casi todas las ciudades.
Ensenada
- Marineros de Ensenada (Béisbol).
- Pescadores De Ensenada FC (Fútbol).
- CF Diablos de Ensenada (Fútbol).
- Atlético Ensenada (Fútbol).

Mexicali
- Soles de Mexicali, juegan en el Auditorio del Estado (Baloncesto).
- Águilas de Mexicali, juegan en el Estadio B'Air (Béisbol) antes conocido como "El Nido de los Águilas".
- Aguiluchos de Mexicali, juegan en el Estadio B'Air (Béisbol) antes conocido como "El Nido de los Águilas".
- Mexicali FC, juegan en el Estadio de la Ciudad Deportiva (Fútbol).

Tijuana
- Club Tijuana Xolos de Tijuana, juegan en el Estadio Caliente(Fútbol).
- Toros de Tijuana, juegan en el Estadio Chevron (Béisbol).
- Tijuana Zonkeys, juegan en el Auditorio Zonkeys (Baloncesto).
- Toritos de Tijuana, juegan en el Estadio Chevron (Béisbol).

San Quintín
- Freseros de San Quintín (Béisbol).

Rosarito
- Langosteros de Rosarito (Béisbol).

Tecate
- Cerveceros de Tecate (Béisbol).

## Estados hermanos
El estado ha firmado los siguientes acuerdos de hermanamiento:
- California, Estados Unidos.[57]
- Castilla y León, España.[58]
- Jiangsu, China.[59]

## Medios
Periódicos de Baja California incluyen El Centinela, El informador de Baja California, El Mexicano (edición Tijuana), El Mexicano Segunda Edición, El Sol de Tijuana, El Vigía, Esto de las Californias, Frontera, La Crónica de Baja California, La Voz de la Frontera, y el Semanario Zeta.